# Daniela Hantuchová
Daniela Hantuchová (Poprad, 23 aprile 1983) è una commentatrice televisiva ed ex tennista slovacca. In carriera si è aggiudicata in tutto 7 titoli WTA in singolare, spingendosi fino alla posizione nº5 in classifica mondiale nel gennaio 2003 e accumulando, durante gli anni, montepremi superiori a 10 000 000 $. Nei tornei del Grande Slam vanta come miglior risultato la semifinale raggiunta agli Australian Open 2008.
Ottima doppista, ha vinto in tutto 9 tornei in doppio e tutti i tornei del Grande Slam in doppio misto, completando così il Career Grand Slam (prima slovacca di sempre a riuscirci).

## Vita privata
Il padre Igor è un informatico, la madre Marianna è una tossicologa, il fratello maggiore Igor è un architetto a Bratislava. La superficie preferita è l'erba e il suo torneo preferito è Wimbledon. Era allenata da Eduardo Nicolas: tra i 16 e 18 anni si è allenata all'accademia di Nick Bollettieri.
È apparsa nell'edizione 2009 di Sports Illustrated Swimsuit Issue insieme a Maria Kirilenko e Tatiana Golovin in una serie fotografica intitolata Volley of the Dolls. La tennista è apparsa nuda nell'edizione di luglio 2012 della rivista The Body Issue, che appartiene a ESPN The Magazine: la sua foto era sulla copertina di una delle sei edizioni speciali. Sebbene considerata una donna attraente e sensuale, Hantuchová non si è mai valutata come tale, affermando che posare da modella è solo divertente da fare di tanto in tanto. Nel 2014 posò nuda in calendario sexy per raccogliere una cifra da donare in beneficenza.

## Carriera

### 1999
Daniela Hantuchová è divenuta professionista nel 1999 prendendo parte a molti eventi ITF. Nel mese di maggio vince un torneo da 25 000 $ a Jackson, battendo Milagros Sequera in finale per 6–2, 6–1. Conquista un titolo anche nel torneo di doppio nel 25 000 $ a Civitanova Marche, dove insieme ad Eva Dyrberg batterono Rosa María Andrés Rodríguez e Conchita Martínez Granados per 7–6, 4–6, 6–3. A settembre vince il 25 000 $ di Fano, superando in finale Flora Perfetti per 6–4, 6–7, 6–2. Partecipa inoltre al primo torneo WTA della carriera all'Eurotel Slovak Open, perdendo al primo turno da Sabine Appelmans. Nel torneo di doppio gioca insieme a Ľudmila Cervanová. Battono Květa Peschke e Barbara Rittner al primo turno, ma vengono sconfitte da Nathalie Dechy e Henrieta Nagyová nei quarti di finale.

### 2000
La Hantuchova inizia la stagione agli Australian Open, dove viene sconfitta nel secondo turno di qualificazioni. Prende poi parte agli U.S. National Indoor Tennis Championships, dove riesce a superare le qualificazioni e a sconfiggere al primo turno Shinobu Asagoe, perdendo poi da Sarah Pitkowski-Malcor al secondo round. Riceve poi una wild card per disputare il Miami Masters, dove perde al primo turno da Elena Dement'eva per 7–5, 3–6, 2–6. Agli MPS Group Championships esce di scena al primo turno della qualificazioni perdendo da Pavlina Nola, mentre al Belgian Open viene superata al primo turno da Kim Clijsters.
All'Internationaux de Strasbourg, la Hantuchová raggiunge i primi quarti di finale in un torneo WTA. Dopo aver passato le qualificazioni, la slovacca batte Iroda Tulyaganova e Nadia Petrova rispettivamente al primo e al secondo turno, per poi essere sconfitta da Rita Kuti-Kis per 4–6, 4–6. Nei suoi prossimi tornei, la Hantuchova non supera le qualificazioni al DFS Classic, al Torneo di Wimbledon, all'Austrian Open e agli US Open. Nel 50 000 $ di Bronx, Daniela disputa il suo ultimo torneo ITF battendo in finale Yi Jing-Qian 6–4, 6–4.
La Hantuchová raggiunge il suo secondo quarto di finale stagionale al BGL Luxembourg Open dove sconfigge Virginie Razzano al primo turno e Nathalie Tauziat nel secondo. Viene in seguito sconfitta da Barbara Rittner, 7–6(52), 1–6, 2–6. All'Eurotel Slovak Indoors, perde al primo turno da Anne Kremer. In doppio, insieme alla partner Karina Habšudová, vince il primo torneo WTA di doppio in carriera. Le due sconfiggono Petra Mandula e Patricia Wartusch in finale per ritiro. All'Advanta Championships of Philadelphia, batte al primo round Alexandra Stevenson, mentre nel turno seguente viene eliminata dalla Tauziat.

### 2001
La Hantuchová inizia il 2001 all'Adidas International, perdendo al primo turno delle qualificazioni Agli Australian Open viene sconfitta da Anna Kurnikova al primo turno. Daniela raggiunge la prima semifinale in carriera agli U.S. Indoor Championships, dove batte in sequenza Tara Snyder, Amanda Coetzer e Anikó Kapros prima di perdere da Jennifer Capriati per 4–6, 6–3, 2–6. La Hantuchová si qualifica all'Indian Wells Masters ma viene sconfitta da Rita Kuti-Kis al primo turno. Riceve una wildcard per il Miami Masters ma viene ancora eliminata all'esordio.
Daniela Hantuchová disputa tre match per la Fed Cup e poi al German Open, dove viene sconfitta al secondo turno di qualificazioni da Francesca Schiavone. Al Rome Masters, la Hantuchová perde al terzo turno da Amélie Mauresmo, mentre in doppio insieme alla Nagyová vengono sconfitte in semifinale da Paola Suárez e Patricia Tarabini. La Hantuchová riesce a superare le qualificazioni al French Open, e in seguito a battere Alexandra Stevenson nel primo turno per poi essere sconfitta da Conchita Martínez nel secondo turno. Insieme alla Nagyová raggiungono il terzo turno nel torneo di doppio.
La slovacca raggiunge la seconda semifinale dell'anno al DFS Classic. Sconfigge Nathalie Dechy, Eléni Daniilídou, Nicole Pratt e Virginie Razzano prima di cedere a Miriam Oremans. All'Eastbourne International, la Hantuchová gioca il torneo di doppio insieme ad Ai Sugiyama. Raggiungono la semifinale perdendo da Cara Black e Elena Lichovceva. Al Torneo di Wimbledon, batte la Oremans nel primo turno ma viene sconfitta da Venus Williams in quello seguente. Nel torneo di doppio raggiunge il terzo turno insieme a Karina Habšudová. Nel doppio misto, insieme a Leoš Friedl, vincono il torneo battendo in finale Mike Bryan e Liezel Huber, con il punteggio di 4–6, 6–3, 6–2.
All'Austrian Open viene eliminata al primo turno da Maja Palaversic-Cooper-Smith, mentre al PreCon Open perde da Marie-Gaianeh Mikaelian nei quarti di finale. In doppio raggiunge la semifinale insieme a Magüi Serna. La Hantuchová prende poi parte al Canada Masters, dove viene sconfitta da Jennifer Capriati nel secondo turno per 7–5, 5–7, 2–6. Al New Haven Open, viene sconfitta da Květa Peschke nel secondo turno di qualificazioni. Agli US Open, viene superata al primo turno da Nathalie Dechy per 7–5, 4–6, 2–6.
Allo Sparkassen Cup supera le qualificazioni e batte Henrieta Nagyová al primo turno e Jelena Dokić nel secondo turno, prima di perdere da Elena Dement'eva nei quarti. La Hantuchová supera le qualificazioni anche al Porsche Tennis Grand Prix ma viene poi sconfitta da Patty Schnyder al primo turno per 3–6, 6–1, 5–7. Allo Zurich Open la Hantuchová supera le qualificazioni e batte Meghann Shaughnessy e Barbara Schett per poi perdere nei quarti da Lindsay Davenport per 6–3, 1–6, 1–6. Al BGL Luxembourg Open perde contro Anna Kurnikova al secondo turno. In doppio insieme ad Elena Bovina raggiunge la seconda finale stagionale perdendo contro Bianka Lamade e Patty Schnyder per 6–3, 6–3.

### 2002

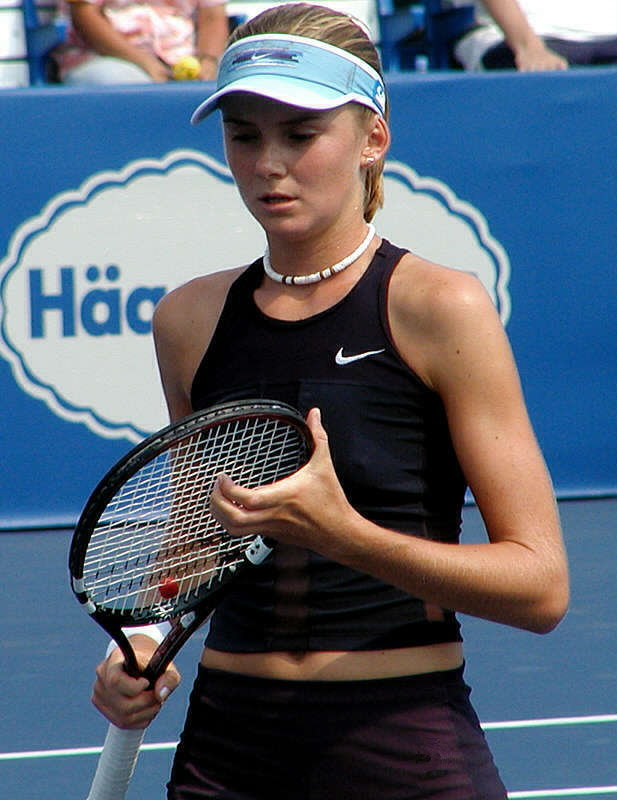
Daniela nel 2002

La Hantuchová inizia l'anno al numero 38 del mondo al Gold Coast Hardcourts, dove perde contro Justine Henin al secondo turno per 6–1, 0–6, 3–6. All'Adidas International, la Hantuchová viene eliminata al secondo turno da Meghann Shaughnessy. Agli Australian Open viene sconfitta al terzo turno da Venus Williams con il punteggio di 6–3, 0–6, 4–6. Partecipa al torneo di doppio insieme ad Arantxa Sánchez Vicario dove raggiungono la finale perdendo contro Martina Hingis e Anna Kurnikova. Nel doppio misto, insieme a Kevin Ullyett vincono il torneo battendo in finale Gastón Etlis e Paola Suárez.
All'Open Gaz de France e al Proximus Diamond Games, la Hantuchová perde al secondo turno rispettivamente contro Francesca Schiavone e Dája Bedáňová. All'Indian Wells Masters, da numero 25 del mondo, batte Tat'jana Puček, Barbara Schett, Justine Henin, Lisa Raymond e Emmanuelle Gagliardi nella sua strada verso la finale, dove batte la numero 4 del mondo Martina Hingis per 6–3, 6–4, conquistande così il primo titolo in carriera. Raggiunge la semifinale in doppio insieme ad Arantxa Sánchez Vicario perdendo contro Lisa Raymond e Rennae Stubbs. Al Miami Masters, al Bausch & Lomb Championships e alla Family Circle Cup, la Hantuchová perde al secondo turno rispettivamente contro Cara Black, Janette Husárová e Mary Pierce. Insieme alla Vicario, vincono il Bausch & Lomb Championships e hanno raggiunto la semifinale alla Family Circle Cup.
Daniela Hantuchová raggiunge in seguito i quarti di finale ad Amburgo e Berlino, perdendo da Martina Hingis e Anna Smashnova. Insieme alla Vicario raggiunge la finale in entrambi i tornei, perdendo ad Amburgo contro Martina Hingis e Barbara Schett, mentre a Berlino contro Elena Dement'eva e Janette Husárová. All'Italian Open, la Hantuchová viene sconfitta al primo turno da Anastasija Myskina. Al French Open viene sconfitta al quarto turno da Monica Seles. Nel doppio misto, in coppia con Kevin Ullyett raggiungono i quarti di finale. All'Eastbourne International, raggiunge la semifinale sia in singolo sia in doppio. A Wimbledon, raggiunge i quarti di finale, perdendo contro Serena Williams. In doppio, fa coppia con Jennifer Capriati ma vengono sconfitte al secondo turno. Nel doppio misto, insieme ad Ullyett, perdono in finale contro Mahesh Bhupathi e Elena Lichovceva per 2–6, 6–1, 1–6.
Durante la US Open Series, raggiunge il secondo turno a San Diego e a Los Angeles. Raggiunge la semifinale al Tier I di Montréal perdendo da Amélie Mauresmo, e a New Haven perdendo da Venus Williams. Agli US Open, la Hantuchová batte Iva Majoli al terzo turno e la numero 6 del mondo Justine Henin per 6–1, 3–6, 7–6(4) negli ottavi, per poi perdere nei quarti di finale contro Serena Williams. Daniela Hantuchová raggiunge i quarti di finale a Lipsia e la finale a Filderstadt, perdendo contro Kim Clijsters per 4–6, 6–3, 4–6. Raggiunge in seguito i quarti di finale a Zurigo, perdendo da Patty Schnyder, e la semifinale a Linz. Riesce a qualificarsi per i Championships di fine anno, perdendo al primo turno da Magdalena Maleeva per 2–6, 5–7.

### 2003
La Hantuchová inizia il 2003 raggiungendo i quarti di finale a Sydney perdendo da Lindsay Davenport per 4–6, 6–3, 6(3)–7. Agli Australian Open viene sconfitta da Venus Williams 4–6, 3–6, sempre nei quarti, e da Elena Dement'eva per 5–7, 3–6 nei quarti a Parigi. Daniela raggiunge la prima semifinale dell'anno ad Anversa, perdendo ancora dalla Williams per 1–6, 4–6. Grazie a questo risultato raggiunge il best ranking al numero 5. La Hantuchová si presenta ad Indian Wells come campionessa in carica raggiungendo il quarto turno, dove viene eliminata da Amanda Coetzer per 4–6, 4–6. Nonostante una sconfitta al primo turno contro Alicia Molik nel torneo di Miami, la Hantuchová raggiunge i quarti nel Tier I di Charleston, dove viene superata da Ashley Harkleroad per 2–6, 1–6. Raggiunge il sesto quarto di finale annuale ad Amelia Island, perdendo dall'eventuale campionessa Elena Dement'eva per 0–6, 1–6. Raggiunge ancora i quarti di finale al Tier I di Berlino, perdendo contro Kim Clijsters per 0–6, 3–6.
Al French Open, Daniela Hantuchová perde al secondo turno contro la Harkleroad in un match maratona, conclusosi con il punteggio di 6(2)–7, 6–4, 7–9, collezionando ben 101 errori non forzati. Al torneo di Eastbourne, la Hantuchová perde nei quarti di finale contro Conchita Martínez, ma viene sconfitta a sorpresa nel secondo turno a Wimbledon contro Shinobu Asagoe per 6–0, 4–6, 10–12. Il resto della stagione è deludente per la slovacca, che riesce a vincere solo sei match su quattordici disputati.

### 2004

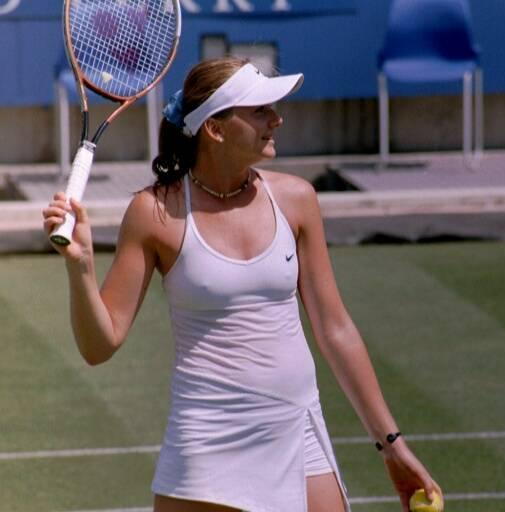
Daniela a Wimbledon 2004

Il 2004 va sulla stessa andata della seconda parte di stagione del 2003, dove la slovacca raggiunge solamente tre quarti di finale, il primo al Tier I di Tokyo, dove batte Marija Šarapova al secondo turno, per poi perdere dalla Davenport per 2–6, 2–6. Al torneo di Eastbourne raggiunge la sua terza finale in carriera, battendo Ai Sugiyama nei quarti di finale per 6–1 7–6(7), e Amélie Mauresmo in semifinale per 4–6, 6–4, 6–4, prima di perdere da Svetlana Kuznecova con il punteggio di 6–2, 6(2)–7, 4–6, nonostante la Hantuchová ha servito per il torneo sul 6–2, 6–5.
Grazie a questo risultato, la Hantuchová passa dalla posizione numero 54 alla numero 38, e al torneo di Wimbledon, viene eliminata dalla Sharapova al terzo turno con lo score di 3–6, 1–6. La Hantuchová raggiungerà i quarti di finale a New Haven, perdendo da Lisa Raymond per 4–6, 3–6. Agli US Open, Daniela Hantuchová perde in tre set contro Patty Schnyder al terzo turno.

### 2005

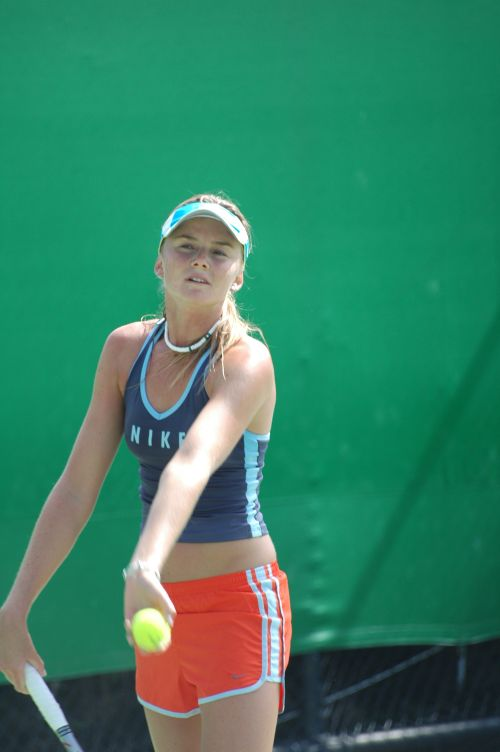
Daniela in allenamento all'Australian Open 2005

La Hantuchová raggiunge il terzo turno agli Australian Open, perdendo dalla Dementieva in tre set 5–7, 7–5, 4–6. Raggiunge il primo quarto di finale a Tokyo, venendo sconfitta dalla Kuznetsova, 6(4)–7, 6(4)–7. Raggiunge la semifinale nel torneo di Doha, venendo superata dalla Sharapova, 2–6, 4–6. In seguito raggiunge un altro quarto di finale a Dubai, perdendo da Serena Williams per 4–6, 3–6. Daniela Hantuchová raggiunge poi il terzo turno sia al French Open sia a Wimbledon, perdendo dalla Clijsters a Parigi per 4–6, 2–6, e da Venus Williams a Londra per 5–7, 3–6.
La Hantuchová inizia la sua US Open series raggiungendo la semifinale a Cincinnati, perdendo dalla numero 74 del mondo Akiko Morigami per 4–6, 4–6. A Stanford, la Hantuchová perde dalla Clijsters nei quarti di finale per 3–6, 1–6. Dopo una sconfitta al secondo turno patita al torneo di San Diego contro la Sugiyama, Daniela Hantuchová raggiunge la quarta finale in carriera a Los Angeles, sfruttando il ritiro della Sharapova nei quarti, e prendendosi una rivincita sulla Dementieva in semifinale, battendola per 6–3, 6–4. In finale, viene sconfitta da Kim Clijsters con il punteggio di 4–6, 1–6. Raggiunge in seguito i quarti di finale a New Haven, perdendo da Lindsay Davenport per 2–6, 6(5)–7.
La Hantuchová viene sconfitta da Venus Williams nel terzo turno degli US Open. Vince il torneo del doppio misto, completando il career grand slam in questa specialità. A Lussemburgo, la Hantuchová raggiunge l'ottavo quarto di finale dell'anno perdendo da Nathalie Dechy per 1–6, 4–6. A Filderstadt, la Hantuchová raggiunge la terza semifinale stagionale, dove batte la numero 10 del mondo Patty Schnyder nel secondo turno e Flavia Pennetta nei quarti di finale. Viene poi sconfitta dalla Davenport per 6–3, 5–7, 2–6. Al torneo di Linz, Daniela Hantuchová raggiunge il decimo quarto di finale del 2005, perdendo dalla Schnyder 2–6, 1–6.

### 2006

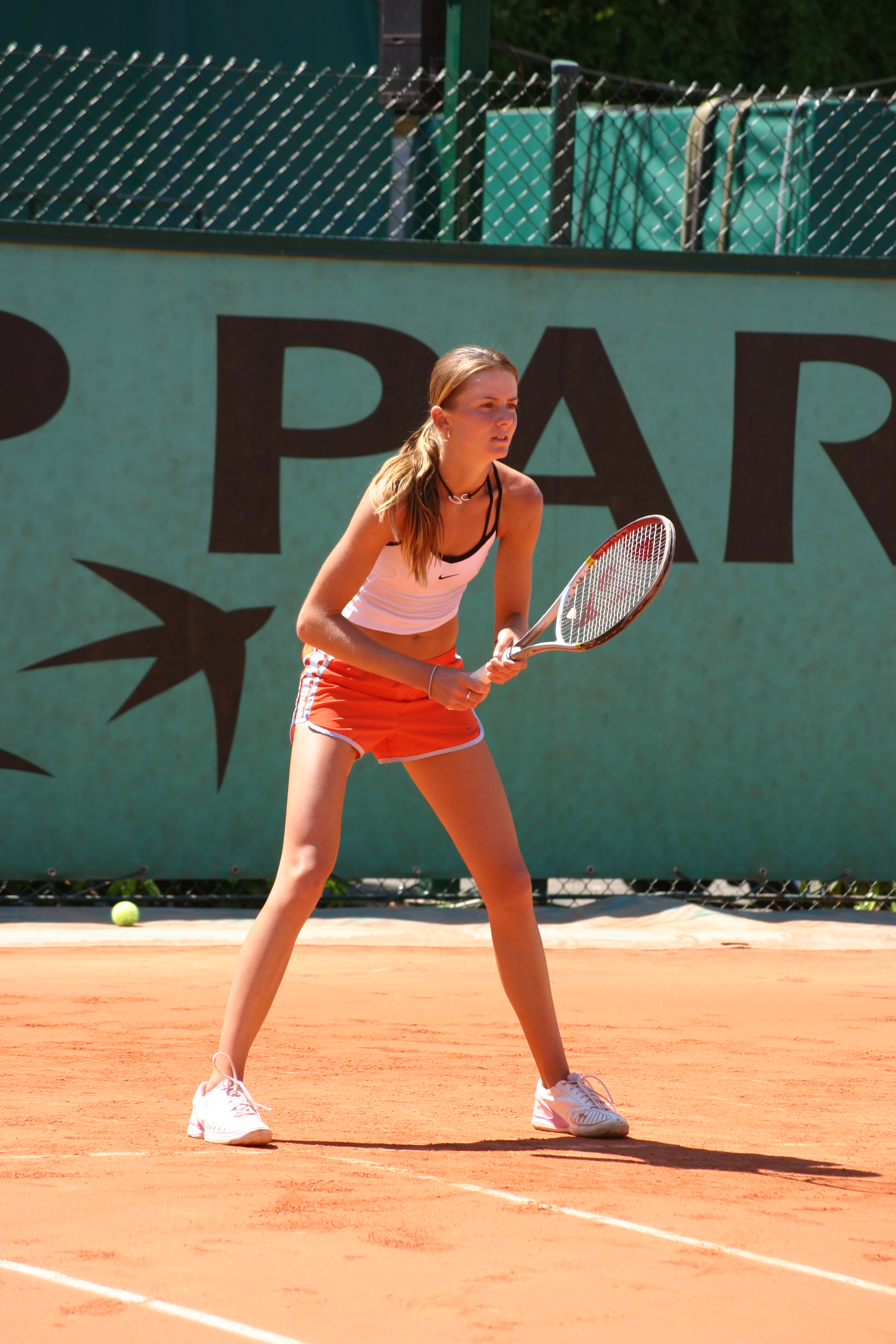
Daniela al Roland Garros 2006

La Hantuchová raggiunge i quarti di finale a Sydney battendo tra le altre Patty Schnyder e continua con la semifinale raggiunta ad Auckland. Contuinua il suo buon momento di forma gli Australian Open con la vittoria al terzo turno contro la campionessa in carica Serena Williams con il punteggio di 6–1, 7–6(5). Questa vittoria porta la Hantuchova a raggiungere gli ottavi di finale per la prima volta dopo tre anni. Viene sconfitta in due set da Marija Šarapova.
Nonostante abbia raggiunto pessimi risultati nei tornei di preparazione al Roland Garros e a Wimbledon, raggiunge gli ottavi di finale in entrambi gli Slam. Agli US Open viene prematuramente sconfitta al secondo turno dalla rientrante Serena Williams.

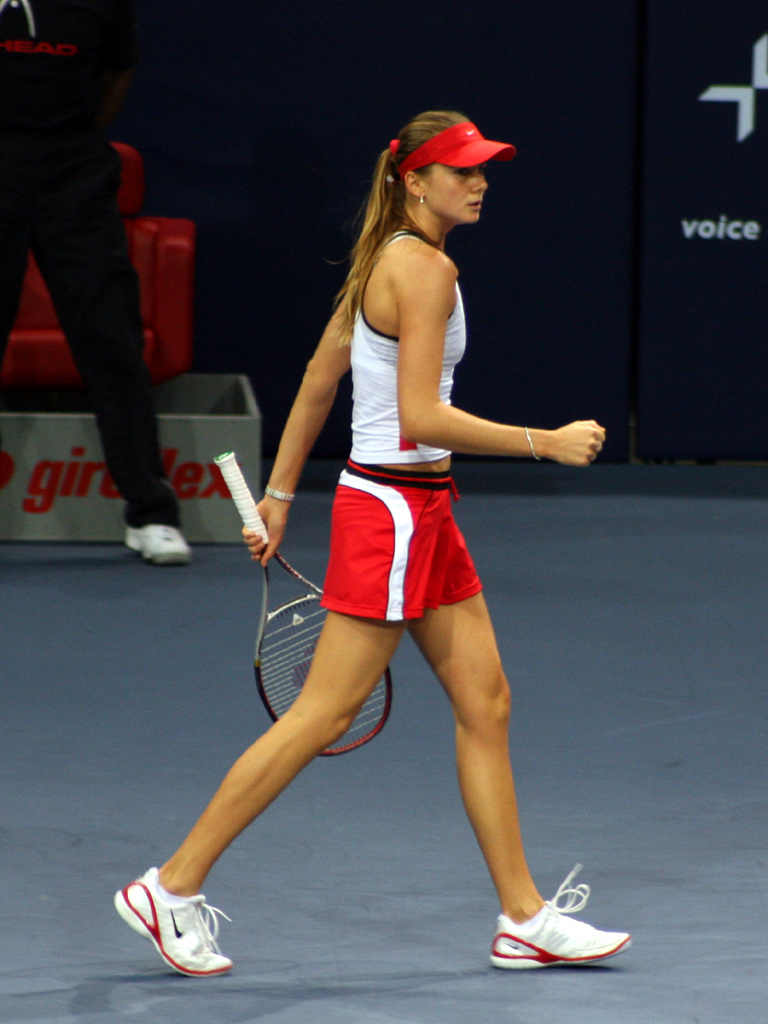
La Hantuchova a Zurigo

Al torneo di Lussemburgo, la Hantuchová batte Tatiana Golovin al primo turno, prima di perdere contro Dinara Safina. Raggiunge i quarti di finale a Stoccarda prendendosi una rivincita sulla Safina al secondo turno. Raggiunge in seguito la finale allo Zurich Open. Al primo turno, sconfigge Patty Schnyder. Al secondo turno, batte la sua partner di doppio Ai Sugiyama. Nei quarti usufruisce del ritiro di Amélie Mauresmo. Nelle semifinali, la Hantuchová batte la numero 4 del mondo Svetlana Kuznecova per 6–4, 6–2, raggiungendo la finale al Tier I svizzero. In finale, la Hantuchová perde in tre set contro Marija Šarapova per 1–6, 6–4, 3–6. Questo risultato la riporta nelle prime venti giocatrici mondiali.

### 2007

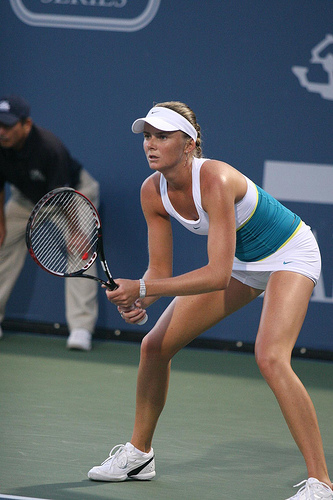
La Hantuchova a Stanford

Daniela inizia la stagione al Tier IV di Auckland l'ASB Classic, dove viene sconfitta al secondo turno Virginie Razzano. La Hantuchová viene poi sconfitta da Nicole Vaidišová al primo turno nel Tier II di Sydney e raggiunge per il secondo anno consecutivo gli ottavi di finale agli Australian Open, dove viene superata dalla numero 5 del mondo Kim Clijsters per 1–6, 5–7.
La Hantuchová viene poi sconfitta al primo turno nel Tier I Toray Pan Pacific Open di Tokyo perdendo contro Roberta Vinci. Al Tier II Dubai Tennis Championships, la Hantuchová batte Marija Kirilenko al secondo turno, 2–6, 6–4, 7–6(4), prima di perdere contro Amélie Mauresmo in tre set nei quarti di finale. Al Tier II Qatar Total Open a Doha, la Hantuchová batte la numero 6 del mondo Martina Hingis nei quarti di finale con il punteggio di 1–6, 6–4, 6–4. Perde in seguito contro la numero 5 del mondo Svetlana Kuznecova in semifinale. Al Tier I Pacific Life Open a Indian Wells, sconfigge ancora la Hingis nel quarto turno, l'israeliana Shahar Peer nei quarti di finale per 6–2, 5–7, 7–6(5), la cinese Li Na in semifinale, e la Kuznetsova in finale in due set.
Al Tier I Sony Ericsson Open a Key Biscayne, viene eliminata al terzo turno da Vera Zvonarëva. Al Bausch & Lomb Championships ad Amelia Island, la Hantuchová perde contro Sybille Bammer nei quarti di finale. Al Tier I Qatar Telecom German Open a Berlin, viene superata al primo turno da Zuzana Ondrášková. La Hantuchová la prima semifinale in carriera su terra agli Internazionali BNL d'Italia a Rome. Sconfigge la russa Anna Čakvetadze al terzo turno, prima di perdere dalla Kuznetsova. Al French Open, la Hantuchová viene eliminata al terzo turno da Anabel Medina Garrigues con il punteggio di 6–4, 6(2)–7, 5–7.
Dopo aver battuto Eléni Daniilídou nel terzo turno nel Tier III DFS Classic a Birmingham, la Hantuchová ritorna nelle Top 10 per la prima volta dall'agosto del 2003. Viene poi sconfitta da Marion Bartoli nei quarti di finale per 7–5, 4–6, 5–7. Al Tier III Ordina Open a 's-Hertogenbosch, la Hantuchová batte la numero 6 del mondo Ana Ivanović nei quarti di finale, prima di perdere dalla Chakvetadze in semifinale. Questo risultato porta la Hantuchová ad uscire nella Top 10. Daniela Hantuchová batte la slovacca Katarina Srebotnik nel terzo turno a Wimbledon per 2–6, 6–3, 6–4, prima di perdere contro la numero 8 del mondo Serena Williams nel quarto turno per 2–6, 7–6(2), 2–6.

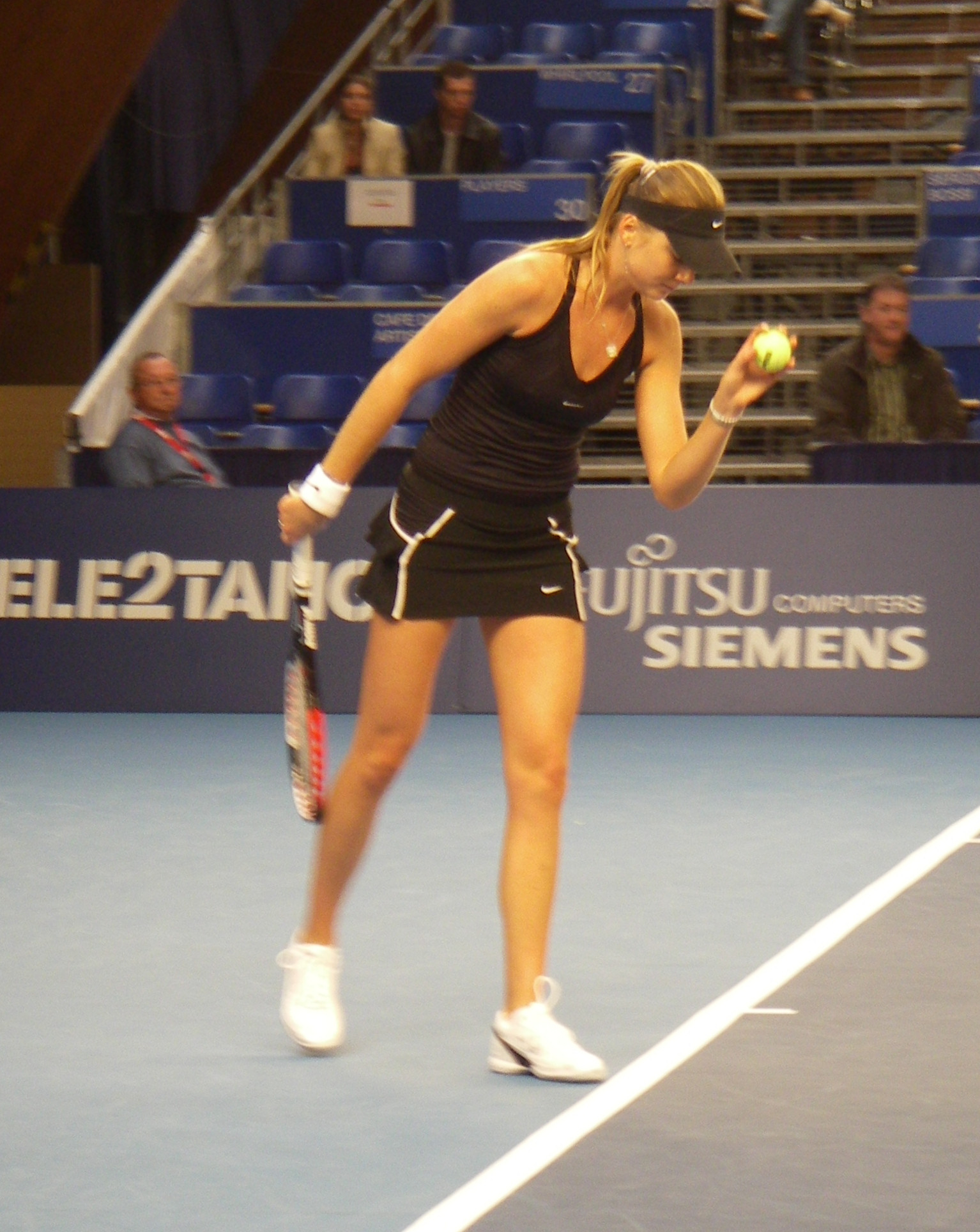
Daniela nel 2007

La Hantuchová inizia lo US Open Series perdendo contro la Chakvetadze in semifinale al Tier II Bank of the West Classic a Stanford. Con questo risultato rientra nella Top 10. Al Tier I Acura Classic a San Diego, perde contro Venus Williams al secondo turno. Al Tier II JPMorgan Chase Open a Los Angeles, la Hantuchová si ritira al terzo turno contro Elena Dement'eva. La Hantuchová esce ancora dalla Top 10, dopo essere stata sconfitta al secondo turno al Tier II Pilot Pen Tennis a New Haven, contro Ágnes Szávay. Agli US Open, Daniela Hantuchová viene sconfitta a sorpresa dall'ucraina Julia Vakulenko al primo turno per 4–6, 6–3, 1–6.
Al Tier III Commonwealth Bank Tennis Classic a Bali, raggiunge la seconda finale stagionale perdendo contro Lindsay Davenport in tre set. Al Tier III Sunfeast Open a Calcutta, la Hantuchová perde in semifinale contro Marija Kirilenko, ma rientra nella Top 10. Al Tier II Fortis Championships Luxembourg a Lussemburgo, batte Patty Schnyder nei quarti di finale e la Bartoli in semifinale raggiungendo la terza finale dell'anno per la prima volta in carriera. La Hantuchová viene poi superata dalla numero 6 del mondo Ana Ivanović in finale per 6–3, 4–6, 4–6. Al Porsche Tennis Grand Prix a Stuttgart, la Hantuchová batte la Šafářová al primo turno, ma viene eliminata al secondo turno dalla Dementieva. Questa sconfitta porta la Hantuchová al numero 9 del mondo.
Al Tier I Zurich Open a Zurigo, la Hantuchová sconfigge Dinara Safina al primo turno per 7–6(2), 7–6(4), per poi soccombere ad Agnieszka Radwańska. Al Tier II Generali Ladies Linz vince il terzo titolo in carriera. In semifinale, batte la Vaidišová per la prima volta in carriera per 2–6, 6–2, 7–6(3). La Hantuchová batte la Schnyder in due set in finale. Questo permette alla Hantuchová di qualificarsi per i Sony Ericsson Championships a Madrid. La Hantuchová non riesce però a superare i round robin. Perde contro Marija Šarapova e Ana Ivanović, prima di battere Svetlana Kuznecova chiudendo al terzo posto nel suo gruppo.

### 2008
Inizia l'anno al Medibank International di Sydney. Batte la russa Dinara Safina al primo turno, prima di perdere dalla ceca Nicole Vaidišová al secondo turno. Agli Australian Open, la Hantuchová raggiunge la prima semifinale in un Grande Slam. Vince i primi tre match senza perdere un set. Nei quarti di finale, sconfigge la polacca Agnieszka Radwańska. La Hantuchová viene poi eliminata da Ana Ivanović con il punteggio di 6–0, 3–6, 4–6, nonostante la slovacca fosse avanti di un break nel secondo set. Questo risultato la porta al numero 8 del mondo.

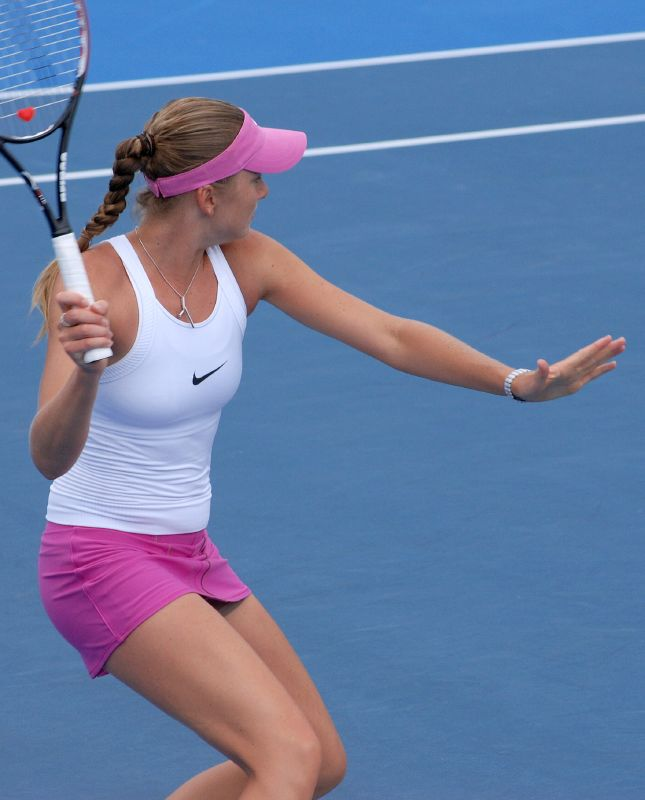
Daniela all'Australian Open 2008

La Hantuchová si presenta poi all'Open Gaz de France a Parigi, perde dall'ungherese Ágnes Szávay nei quarti di finale. Al Proximus Diamond Games di Antwerp, raggiunge ancora i quarti di finale, dove è costretta al ritiro contro la qualificata svizzera Timea Bacsinszky.
La Hantuchová in seguito si ritira sia al Tier I Qatar Total Open sia al Tier II Barclays Dubai Tennis Championships. Al Pacific Life Open di Indian Wells, California, la Hantuchová viene sconfitta da Marija Šarapova nei quarti di finale. In doppio, insieme ad Ai Sugiyama perdono in semifinale da Dinara Safina e Elena Vesnina. Al Sony Ericsson Open di Key Biscayne, Florida, la Hantuchová viene eliminata dalla Sugiyama al terzo turno per 4–6, 7–6(8), 5–7. In doppio, insieme a Lindsay Davenport raggiungono i quarti di finale, dove perdono contro la Sugiyama e Katarina Srebotnik.

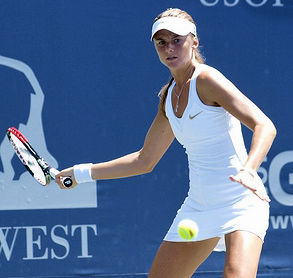
Daniela nel 2008

Al Tier II Bausch & Lomb Championships di Amelia Island, Florida, la Hantuchová perde al secondo turno contro Karolina Šprem. La Hantuchová in seguito si ritira al Tier I Internazionali BNL d'Italia di Rome, al Tier III İstanbul Cup, al French Open e al Tier III Ordina Open di 's-Hertogenbosch. Ritorna al torneo di Wimbledon, ma viene eliminata al secondo turno dalla russa Alisa Klejbanova per 3–6, 6–4, 1–6.
La Hantuchová perde al secondo turno alla Bank of the West Classic di Stanford, California, e al secondo turno anche all'East West Bank Classic di Los Angeles. La Hantuchová prende parte ai Giochi Olimpici a Pechino. Elimina la Sugiyama al primo turno, prima di perdere al secondo turno dalla canadese Caroline Wozniacki. Al Pilot Pen Tennis di New Haven, Connecticut, la Hantuchová viene sconfitta nei quarti di finale da Alizé Cornet. Daniela Hantuchová prende parte agli US Open, dove viene eliminata al primo turno dalla qualificata tedesca Anna-Lena Grönefeld.
Prende parte in seguito al Commonwealth Bank Tennis Classic di Bali dove esce sconfitta nelle semifinali e al Tier I Toray Pan Pacific Open di Tokyo dove viene superata all'esordio da Francesca Schiavone. Al China Open di Pechino, perde dalla numero 2 del mondo Jelena Janković nei quarti di finale. In seguito viene sconfitta al primo turno alla Porsche Tennis Grand Prix di Stoccarda, al secondo turno al Tier I Kremlin Cup di Mosca, al secondo turno allo Zürich Open di Zurigo e ai quarti di finale ai Fortis Championships Luxembourg di Lussemburgo, dove viene sconfitta da Sorana Cîrstea. Conclude l'anno al numero 21 del mondo.

### 2009
La Hantuchová inizia il 2009 al Brisbane International. Viene sconfitta al primo turno da Sara Errani per 7–6(1), 4–6, 2–6. La Hantuchová gioca in seguito al Medibank International di Sydney, dove viene eliminata al secondo turno da Agnieszka Radwańska.

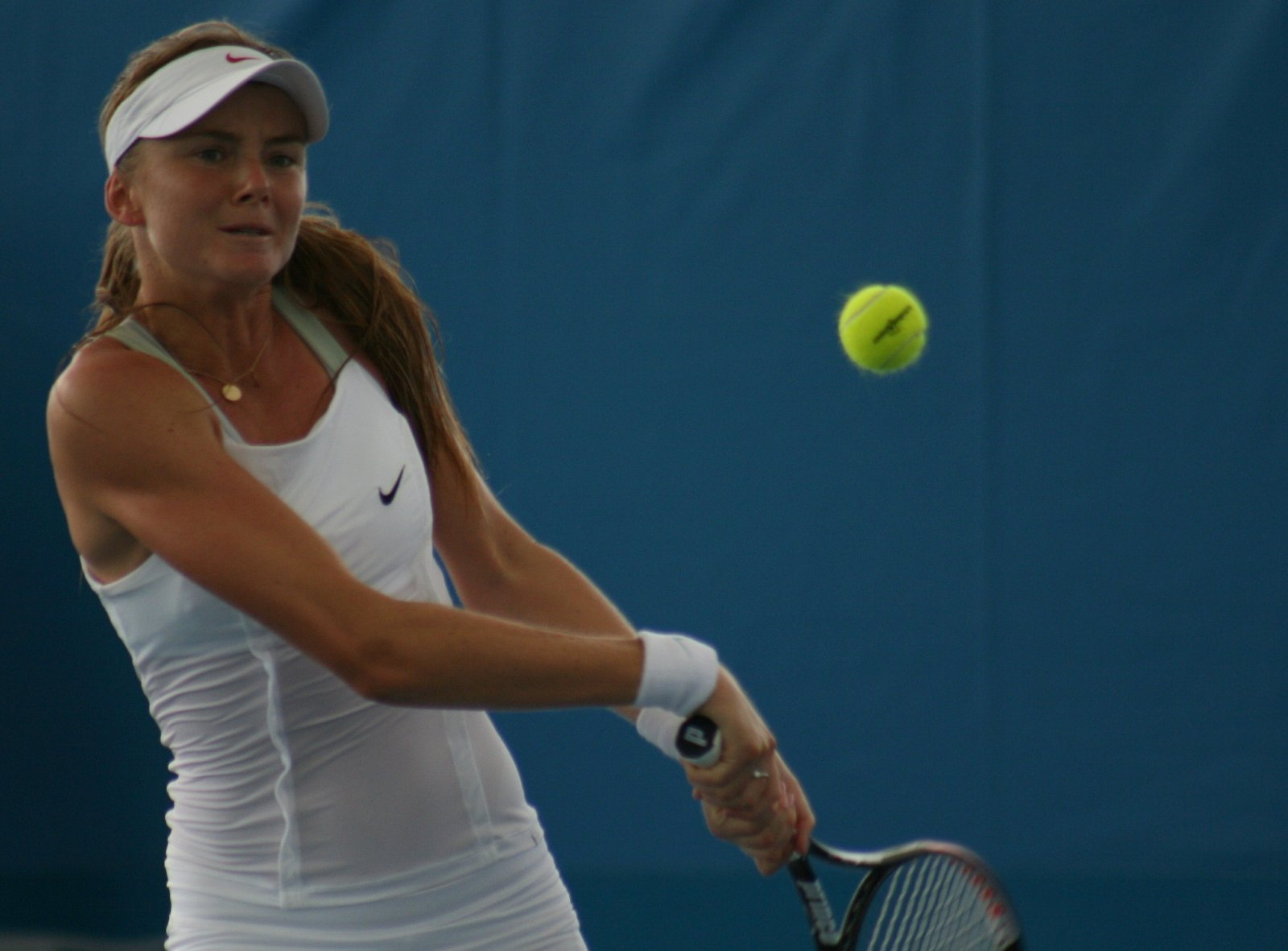
Daniela a torneo di Brisbane 2009

Agli Australian Open, Daniela Hantuchová sconfigge al primo turno la giocatrice di casa Casey Dellacqua con il punteggio di 7–6(11), 6–4. Sconfigge la francese Mathilde Johansson al secondo turno, prima di perdere dall'altra francese Alizé Cornet al terzo turno per 6–4, 4–6, 2–6. In doppio, la Hantuchová insieme ad Ai Sugiyama raggiungono la finale, dove vengono sconfitte da Serena Williams e Venus Williams.
Allo'Open GDF Suez di Paris, la Hantuchová batte Ekaterina Makarova al primo turno, prima di perdere dalla Cornet al secondo turno. La Hantuchová gioca in seguito al Barclays Dubai Tennis Championships, dove viene eliminata dalla futura finalista Virginie Razzano al terzo turno. Al BNP Paribas Open di Indian Wells, California, la Hantuchová viene superata al quarto turno da Sybille Bammer per 3–6, 2–6. Al Sony Ericsson Open di Key Biscayne, Florida, la Hantuchová perde contro la russa Anna Čakvetadze al secondo turno per 3–6, 1–6.
Daniela inizia la stagione sulla terra battuta al MPS Group Championships di Ponte Vedra Beach, Florida, dove batte l'americana Bethanie Mattek-Sands al secondo turno con il punteggio di 6–3, 7–5. Viene poi sconfitta da Caroline Wozniacki nei quarti di finale per 2–6, 2–6. Gioca in seguito in Fed Cup World Group play-offs, dove sconfigge Alizé Cornet per 6(2)–7, 6–3, 6–4, ma viene sconfitta da Amélie Mauresmo per 5–7, 4–6.
Nei tornei di preparazione per il Roland Garros, viene sconfitta all'esordio alla Porsche Tennis Grand Prix, al Rome Masters e al Madrid Masters rispettivamente contro Dinara Safina, Svetlana Kuznecova e Jelena Janković. In doppio al torneo di Roma, la Hantuchová e Ai Sugiyama battono Cara Black e Liezel Huber nei quarti di finale, ma vengono poi sconfitte in finale da Hsieh Su-wei e Peng Shuai per 5–7, 6(5)–7. Al Warsaw Open, raggiunge la seconda semifinale in carriera su terra, ma viene eliminata dalla qualificata rumena e futura vincitrice del torneo Alexandra Dulgheru per 4–6, 7–6(2), 1–6. Daniela Hantuchová viene sconfitta al primo turno al French Open dalla giocatrice di casa Virginie Razzano con il punteggio di 3–6, 3–6.

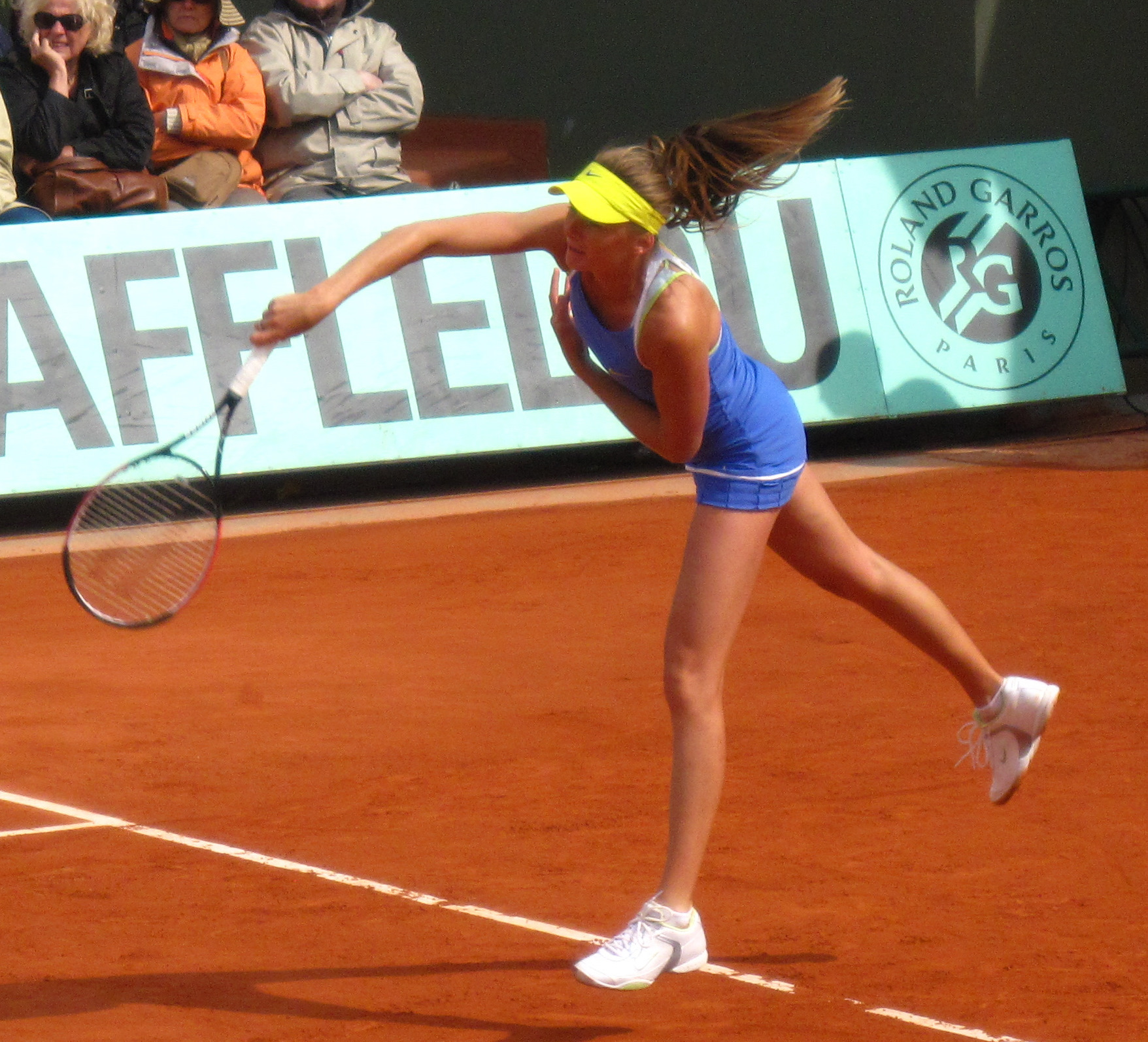
La Hantuchová al Roland Garros

Sull'erba, la Hantuchová prende parte all'Ordina Open di 's-Hertogenbosch. Viene sconfitta dalla Safina per 6–1, 4–6, 3–6 nei quarti di finale. A Wimbledon, Daniela Hantuchová batte la giocatrice di casa Laura Robson per 3–6, 6–4, 6–2, al primo turno. Sconfigge poi la semifinalista della passata edizione la cinese Zheng Jie per 6–3, 7–5, e la partner di doppio Ai Sugiyama per 6–4, 6–3. La Hantuchová viene sconfitta dalla seconda testa di serie e futura vincitrice del torneo Serena Williams al quarto turno con il punteggio di 3–6, 1–6.
Alla Bank of the West Classic di Stanford, California, batte al primo turno la campionessa uscente Aleksandra Wozniak per 6–4, 4–6, 7–5. Batte al secondo turno Agnieszka Radwańska con il punteggio di 4–6, 7–6(6), 6–1, ma viene eliminata nei quarti di finale dalla russa Elena Dement'eva per 2–6, 4–6. Alla LA Women's Tennis Championships, viene sconfitta da Dinara Safina per 2–6, 4–6. Alla Western & Southern Financial Women's Open, viene superata da Flavia Pennetta per 3–6, 3–6, dopo aver sconfitto la russa Vera Zvonarëva con il punteggio di 7–6(6), 0–6, 7–6(5). Alla Rogers Cup di Toronto, viene sconfitta al primo turno dalla qualificata kazaka Jaroslava Švedova per 6(1)–7, 6(4)–7.
Daniela Hantuchová prende parte agli US Open. Batte in serie Meghann Shaughnessy, Timea Bacsinszky e Vania King, ma viene eliminata al quarto turno dalla campionessa uscente Serena Williams per 2–6, 0–6.
All'Hansol Korea Open di Seoul, Corea del Sud, la Hantuchová viene superata dalla veterana Kimiko Date-Krumm nei quarti di finale per 6(3)–7, 6–4, 4–6. Partecipa al Toray Pan Pacific Open e al China Open, dove raggiunge il secondo turno in entrambi i tornei, prima di perdere in tre set rispettivamente contro Agnieszka Radwańska e Nadia Petrova.
La Hantuchová conclude la stagione al BGL Luxembourg Open, dove viene sconfitta da Shahar Peer nei quarti di finale per 2–6, 6(4)–7. Conclude l'anno al numero 24 del mondo.

### 2010
La Hantuchová inizia la stagione al Brisbane International. Viene eliminata dalla tedesca Andrea Petković nei quarti di finale per 4–6, 2–6. Al Medibank International di Sydney, la Hantuchová viene superata dalla russa Elena Dement'eva al secondo turno per 2–6, 6–4, 2–6. Agli Australian Open, Daniela Hantuchová viene sconfitta dall'eventuale semifinalista Li Na al terzo turno con il punteggio di 5–7, 6–3, 2–6.

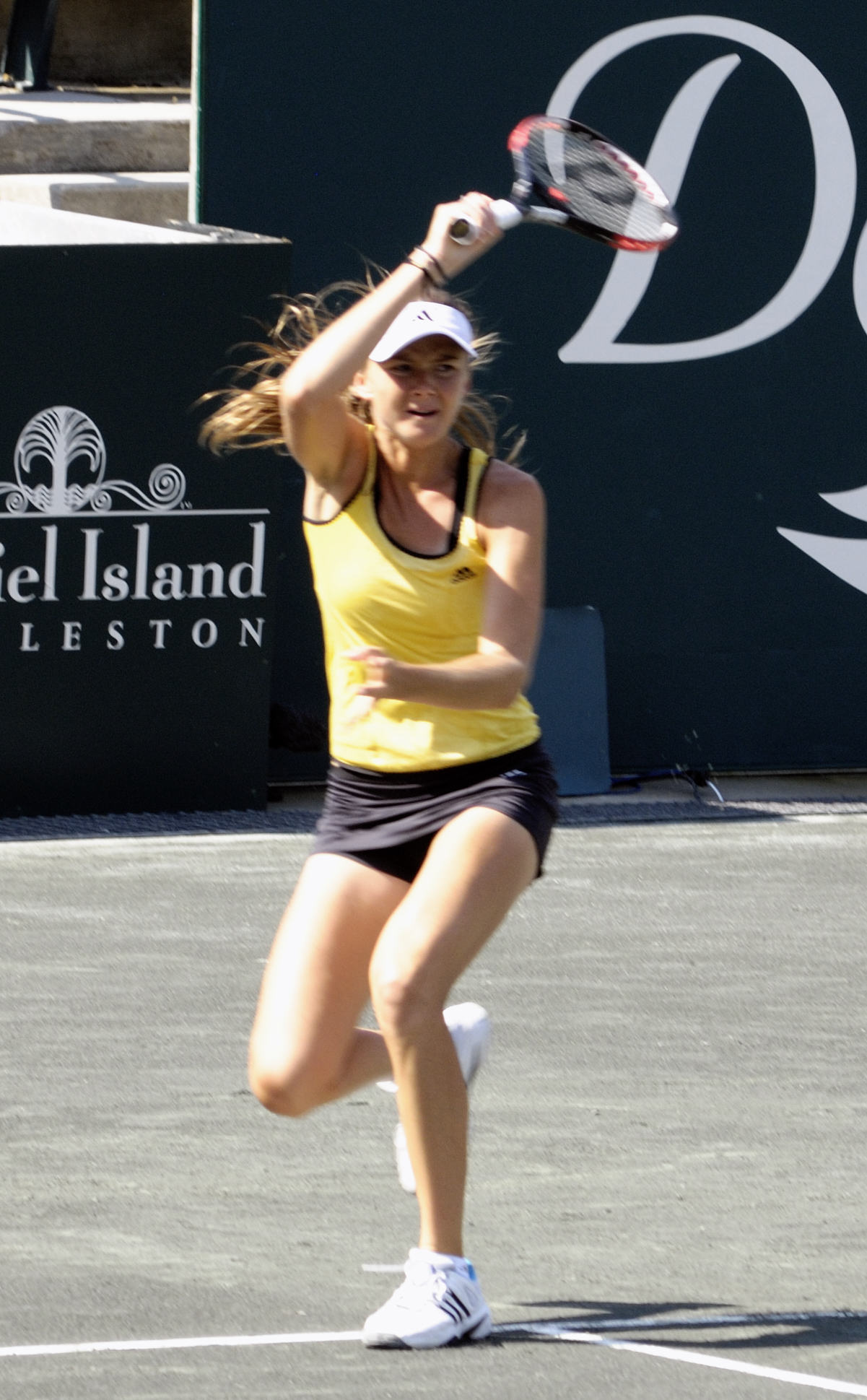
Daniela a Charleston nel 2010

La Hantuchová prende poi parte al Dubai Tennis Championships. Sconfigge la Dementieva per ritiro dopo aver vinto il primo set per 6–4. Viene poi battuta da Anastasija Pavljučenkova al terzo turno per 3–6, 4–6.
La Hantuchová partecipa al Monterrey Open di Monterrey. Batte l'americana Vania King per 2–6, 6–2, 6–1, nei quarti di finale e la connazionale Dominika Cibulková per 4–6, 6–3, 6–0 in semifinale. Viene sconfitta da Anastasija Pavljučenkova in finale con il punteggio di 6–1, 1–6, 0–6. Al BNP Paribas Open viene superata da Roberta Vinci al secondo turno. Al Sony Ericsson Open, raggiunge il quarto turno battendo tra le altre Patty Schnyder e Nadia Petrova, ma viene sconfitta in tre set lottati dalla futura finalista Venus Williams con il punteggio di 6–1, 5–7, 4–6.
La Hantuchová inizia la stagione su terra alla Family Circle Cup di Charleston, South Carolina. Sconfigge la numero 7 del mondo Jelena Janković nei quarti di finale con il punteggio di 1–6, 6–3, 6–3. In semifinale viene regolata dalla futura campionessa del torneo Samantha Stosur per 3–6, 6(2)–7. Nonostante le sconfitte al primo turno agli Internazionali BNL d'Italia di Rome e al Mutua Madrileña Madrid Open di Madrid, Daniela Hantuchová si riprende al French Open. Elimina Yanina Wickmayer al terzo turno, ma viene regolata da Jelena Janković al quarto turno.

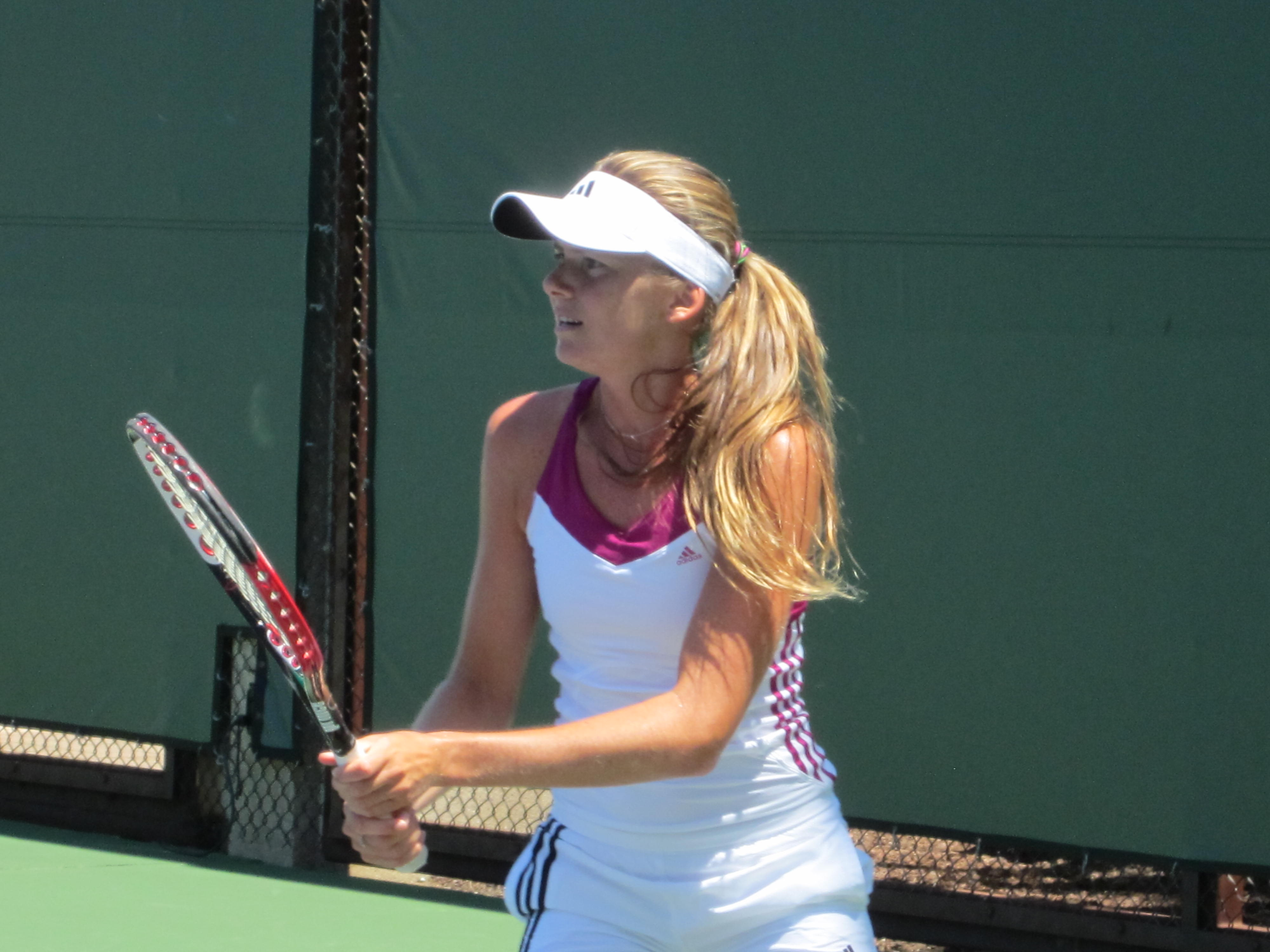
La Hantuchová in allenamento a Stanford

Daniela Hantuchová gioca due tornei su erba. Viene sconfitta da Samantha Stosur all'AEGON International di Eastbourne e viene superata da Barbora Záhlavová-Strýcová a Wimbledon.
Daniela inizia lo US Open Series perdendo al primo turno da Shahar Peer per 6–0, 4–6, 3–6 alla Bank of the West Classic di Stanford, California. Al Mercury Insurance Open di San Diego, sconfigge Marion Bartoli con il punteggio di 3–6, 7–6(3), 6–4 al primo turno, salvando tre match point. Sconfigge in seguito Zheng Jie e Alisa Klejbanova raggiungendo le semifinali, dove viene eliminata da Agnieszka Radwańska in due set. La Hantuchová viene sconfitta al primo turno al Cincinnati Masters e alla Rogers Cup rispettivamente contro Anastasija Pavljučenkova e Flavia Pennetta. Al Pilot Pen Tennis, esce di scena contro Dinara Safina per 6(4)–7, 6(2)–7.
Testa di serie numero 24, Daniela Hantuchová batte Dinara Safina e Vania King agli US Open, prima di cedere ad Elena Dement'eva al terzo turno.
La Hantuchová viene sconfitta al primo turno al Toray Pan Pacific Open di Tokyo e al China Open di Pechino. Al Generali Ladies Linz, la Hantuchová viene eliminata da Patty Schnyder nei quarti di finale per 4–6, 4–6. Al BGL Luxembourg Open, viene superata al secondo turno dalla tedesca Angelique Kerber in tre set. Daniela Hantuchová riceve una wildcard al Commonwealth Bank Tournament of Champions di Bali. Sconfigge Yanina Wickmayer in due set, ma viene superata da Alisa Klejbanova in semifinale. Viene sconfitta anche da Kimiko Date-Krumm nella finalina per 5–7, 5–7. Conclude il 2010 al numero 30 del mondo.

### 2011
Daniela comincia l'anno partecipando al torneo di Sydney, dove non va oltre al primo turno, perdendo da Maria Josè Martinez Sanchez 6-2 6-4. La settimana dopo prende parte agli Australian Open, nel quale entra come testa di serie numero 28. Il suo cammino si interrompe immediatamente contro la russa Regina Kulikova, in una partita infinita, terminata 9-7 al terzo. La slovacca viene chiamata per prender parte alla Fed Cup. La Hantuchová perde entrambi i suoi singolari e la Slovacchia retrocede nel gruppo II. Vince poi il suo 4º titolo WTA in carriera a Pattaya city, senza perdere nemmeno un set, battendo in sequenza: Kurumi Nara (6-2 6-1), Kimiko Date-Krumm per 7–6(3) 6-3, Akgul Amanmuradova (6-2 6-0), Vera Zvonarëva per 7–6(3) 6-4 ed in finale Sara Errani (6-0 6-2). A Dubai perde al primo turno da Anna Chakvetadze per 6-1 6-3. A Doha raggiunge i quarti di finale mentre ad Indian Wells, dopo un bye al primo turno, perde contro Dinara Safina per 7–6(2) 6-4. A Miami, dopo un bye, batte nettamente Melanie Oudin prima di essere sconfitta dalla numero 1 del mondo Caroline Wozniacki 6-1 7–6(7). A Charleton batte le russe Alla Kudrjavceva ed Evgenija Rodina, prima di cedere contro Christina McHale 7–6(3) 6-1. Dopo tre secondi turni di fila a Stoccarda, Madrid e Roma, raggiunge la semifinale a Strasburgo dove perde contro Andrea Petković. All'Open di Francia batte al primo turno Shuai Zhang per 6-3 6-3, al secondo annichilisce Sara Errani per 6-1 6-2, al terzo elimina, a sorpresa, la testa di serie numero 1 Caroline Wozniacki 6-1 6-3 mentre al quarto viene fermata, in rimonta, dalla russa Svetlana Kuznecova 6(6)–7 6-3 6-2. Inizia la stagione sull'erba che porta decisamente bene alla Hantuchová poiché raggiunge la finale a Birmingham, cedendo solo alla Lisicki e la semifinale ad Eastbourne, dove perde contro Petra Kvitová. A Wimbledon batte al primo turno Vitalija D'jačenko con lo score di 4-6 7–6(5) 6-3, elimina al secondo Marina Eraković per 6-3 6-1 ma perde al terzo dalla bielorussa Viktoryja Azaranka 6-3 3-6 6-2. A Stanford esce al secondo turno mentre a Carlsbad esce ai quarti contro Agnieszka Radwańska per 0-6 6-4 6-4. A Toronto batte l'argentina Gisela Dulko 6-3 6-4 ma esce al secondo turno contro María José Martínez Sánchez 7-5 6-2. Raggiunge i quarti a Cincinnati battendo Domínguez Lino, Pennetta e Bartoli prima di perdere da Vera Zvonarëva in 2 set. Agli US Open perde al primo turno contro la transalpina Pauline Parmentier 6-2 6-3. A Québec perde contro la Eraković ai quarti mentre a Pechino esce al secondo turno contro Flavia Pennetta. A Linz batte Petra Martić e Ksenija Pervak prima di essere demolita nuovamente dalla Kvitová. Chiude l'anno con 2 primi turni a Lussemburgo e Bali.

### 2012
Comincia l'anno partecipando al torneo di Brisbane ed al primo turno batte la testa di serie numero 8 Dominika Cibulková per 3-6 6-4 6-3, al secondo rimonta un set all'americana Vania King e vince 4-6 6-2 6-3, ai quarti approfitta del ritiro di Serena Williams e in semifinale approfitta di un altro ritiro a metà del secondo set di Kim Clijsters. Nell'atto conclusivo viene demolita 6-2 6-1 dall'estone Kaia Kanepi. A Sydney batte al primo turno Roberta Vinci 7-5 6-2, al secondo Francesca Schiavone per 7-5 6-1 mentre ai quarti perde da Petra Kvitová in 2 set. Agli Australian Open elimina al primo turno la qualificata Varvara Lepchenko 4-6 6-3 6-2, al secondo vince in rimonta su Lesja Curenko mentre al terzo viene sconfitta dalla testa di serie numero 11 Kim Clijsters, per 6-3 6-2. Viene convocata dalla Slovacchia per la Fed Cup e la Hantuchova vince entrambi i suoi singolari contro Pauline Parmentier ed Alizé Cornet, consentendo così alla propria nazione di disputare i playoffs per entrare nel World group 2013. Vince, per il secondo anno di fila, il torneo di Pattaya, battendo nell'ordine: Nungnadda Wannasuk (6-2 6-0), Urszula Radwańska (6-3 6-2), Vania King per 7–6(7) 6-4, Hsieh Su-Wei (6-4 6-1) ed in finale Marija Kirilenko per 6(4)–7 6-3 6-3. A Doha si ferma al primo turno, sconfitta da Simona Halep. A Dubai batte Polona Hercog e Peng Shuai, prima di arrendersi alla teutonica Julia Görges per 6-4 3-6 4-6. Ad Indian Wells parte come testa di serie numero 19 ma, dopo il bye al primo turno, viene battuta dalla ceca Klára Koukalová in tre set. A Miami si ferma ai trentaduesimi contro la serba Ana Ivanović 6-2 7–6(2). Nel mese di aprile partecipa ai playoffs di Fed Cup contro la Spagna e il primo match lo perde contro Sílvia Soler Espinosa ma il secondo lo vince contro Lourdes Domínguez Lino, aiutando così la Slovacchia a passare il turno e quindi l'anno prossimo la nazione slovacca sarà nel World group. Parte la tanto cara stagione sull'erba che quest'anno non ha un bilancio positivo: due secondi turni a Birmingham e ad Eastbourne, fermata da Melinda Czink (7-5 7-6) e Tamira Paszek (4-6 6-3 1-6). A Wimbledon viene sconfitta sorprendentemente dall'americana Jamie Hampton al primo turno. Dopo un primo turno a Carlsbad partecipa al torneo olimpico di Londra dove al primo turno batte la cinese Li Na per 6-2 3-6 6-3, elimina la francese Alizé Cornet per 6-3 6-0 e perde dalla danese Caroline Wozniacki al terzo turno in 2 set. A Montréal perde al primo turno da Aleksandra Wozniak mentre a Cincinnati raggiunge il secondo turno. A New Heven si imbatte nella tedesca Mona Barthel, che la sconfigge in 2 set. Agli US Open viene sconfitta al primo turno dalla russa Anastasija Pavljučenkova per 6-4 7–6(1). A Tokyo batte in tre set Ekaterina Makarova prima di cedere 7–6(3) 6-1 alla Wozniacki. Dopo 2 primi turni a Pechino e Linz, raggiunge una semifinale importante a Lussemburgo dove batte Arantxa Rus, Kirsten Flipkens e Lourdes Domínguez Lino prima di essere battuta da Monica Niculescu 6-1 6-3. Chiude l'anno al "master B" di Sofia dove nel round robin perde tutti e tre i match, chiudendo l'anno da numero 32 del mondo.

### 2013
Daniela inaugura il 2013 disputando il torneo di Brisbane dove batte al primo turno Lourdes Domínguez Lino per 7-5 6-2, al secondo vince in rimonta contro la testa di serie numero 5, Sara Errani, 4-6 6-1 7-5 mentre ai quarti la lucky loser Lesja Curenko la batte a sorpresa in 2 set. Dopo un primo turno a Sydney, partecipa agli Australian Open. Nel primo grande slam dell'anno delude le aspettative e viene sconfitta al primo turno dalla tennista di Taipei Chan Yung-jan (1-6 6-1 1-6). Al Pattaya Open, dove difendeva il titolo, batte al primo turno Ol'ga Pučkova per 6-1 3-6 6-0 ma al secondo è costretta al ritiro contro un'altra russa, Nina Bratčikova. In Fed cup, gioca il primo turno del World Group, convocata dalla Slovacchia. L'avversaria è la Serbia e Daniela vince entrambi i suoi match, facendo così passare la Slovacchia in semifinale. A Doha elimina Robson (6-4 6-1) e Byčkova (6-3 1-6 6-3) prima di venire sconfitta da Sara Errani in 3 set. A Dubai passa le qualificazioni ma nel main-draw viene demolita da Petra Kvitová 6-2 6-1. Ad Indian Wells elimina Stéphanie Foretz in tre set ma nel secondo turno si imbatte nella numero 1 del mondo, Viktoryja Azaranka, alla quale strappa appena 5 games. Anche a Miami si arrende al secondo turno, ancora contro Sara Errani per 6-3 6-1. A Charleston perde subito da Marina Eraković. Nella semifinale della Fed Cup batte Marija Kirilenko ma perde contro Ekaterina Makarova. La Slovacchia viene alla fine sconfitta 3-2 dalla Russia, ma parteciperà comunque nel 2014 al World Group. Dopo un primo turno a Marrakesh, ottiene un prestigioso terzo turno a Madrid, perdendo da Kaia Kanepi. A Roma batte la kazaka Galina Voskoboeva 6-2 7-5 al primo turno fuorché perdere al turno successivo contro Simona Halep in 2 set. Dopo un primo turno a Strasburgo, sconfitta da María Teresa Torró Flor al tie-break del terzo set, partecipa all'Open di Francia dove coglie uno scarno primo turno, perdendo da Jelena Janković 6-4 7–6(7). Comincia la stagione sull'erba che sorride alla Hantuchovà poiché conquista il titolo all'AEGON Classic battendo in sequenza: Casey Dellacqua per 6-1 7–6(1), Laura Robson (6-3 6-4), Kristina Mladenovic per 3-6 7–6(6) 6-4, Francesca Schiavone per 6(8)–7 6-4 7–6(3), Alison Riske (5-7 6-1 6-4) ed in finale Donna Vekić per 7–6(5) 6-4. Questo titolo è solo un fuoco di paglia perché la stagione sull'erba è disastrosa dati i primi turni sia a 's-Hertogenbosch che a Wimbledon. Raggiunge 2 secondi turni a Stanford, battuta da Urszula Radwanska con 2 tie-break e a Carlsbard battuta, curiosamente, da Agnieszka Radwańska 6-3 6-3. A Cincinnati e New Haven perde al primo turno. Nell'ultimo slam dell'anno, riesce a superare il primo turno contro María Sánchez (7-5 6-2), elimina agevolmente Victoria Duval (6-2 6-3), vince sul filo del rasoio contro l'israeliana Julia Glushko (7-6 al terzo) e si oppone faticosamente all'americana Alison Riske (6-3 5-7 6-2). Ai quarti di finale si arrende solamente alla numero 2 del mondo, Victorija Azaranka, che elimina la slovacca con lo score di 2-6 3-6. Chiusa l'ottima parentesi americana, l'Hantuchovà non va oltre il primo turno in ben 3 occasioni. Chiude il suo anno al torneo di Mosca, perdendo ai quarti dalla padrona di casa Anastasija Pavljučenkova per 6-0 6-4. Termina la stagione al numero 33 del mondo.

### 2014: stagione negativa
Il 2014 si avvia per l'Hantuchová con due primi turni: uno a Brisbane, sconfitta dall'australiana Ashleigh Barty per 6-3 7-5 mentre nell'altro caso viene eliminata a Sydney da Ajla Tomljanović 6-4 7-5. All'Australian Open, invece, parte come testa di serie numero 31 ed al primo turno centra la prima vittoria dell'anno contro Heather Watson, per 7-5 3-6 6-3. Daniela supera anche il secondo battendo la ceca Karolína Plíšková, in una partita infinita, terminata 12-10 al terzo dopo 3 ore e 15. Viene tuttavia sconfitta al terzo turno dalla numero 1 del mondo Serena Williams con un doppio 6-3. Al torneo di Parigi sconfigge al primo turno Marina Eraković per via del suo ritiro, prima di perdere al secondo turno da Marija Šarapova, che le concede appena un game. Nel World Group della Fed Cup la Slovacchia chiama con sé Daniela e la finalista dell'Australian Open Dominika Cibulková, per affrontare la Germania. La Hantuchová perde 7–6(9) 6-1 contro Angelique Kerber e la Slovacchia viene eliminata. Perde al primo turno a Doha e poi al secondo a Indian Wells e Miami, prima di giungere a Charleston, ove raggiunge i quarti battendo in sequenza: Shelby Rogers (7-5 7-5), Grace Min (6-2 6-3) e Teliana Pereira (6-2 6-3). Ai quarti si arrende alla sorpresa Jana Čepelová, che vince per 6-2 6-1. A Marrakech elimina Renata Voráčová per 3-6 6-2 7-5, sconfigge Lourdes Domínguez Lino, approfitta del walk over di Peng Shuai e si arrende in semifinale alla svizzera Romina Oprandi 5-7 6-3 3-6. A Madrid perde all'esordio da Roberta Vinci. Stessa sorte le tocca agli Internazionali BNL d'Italia, ove viene battuta da Mónica Puig per 0-6 6-4 0-6. All'Open di Francia elimina Jovana Jaksic e Claire Feuerstein, prima di essere battuta 7-5 6-3 da Angelique Kerber. Finalmente comincia la stagione sull'erba che non dà i frutti sperati però: 3º turno a Birmingham, secondo ad Eastbourne ed addirittura primo a Wimbledon sconfitta rispettivamente da Kimiko Date Krumm, Lauren Davis e Eugenie Bouchard. A Stanford elimina al primo turno Paula Ormaechea in due set prima di essere nettamente battuta da Garbiñe Muguruza con un doppio 6-4. A Montréal non è fortunata a trovare al primo turno la testa di serie numero 11 Caroline Wozniacki, che la annichilisce 6-1 6-1. Anche a Cincinnati non va oltre al primo turno, fermata da Ekaterina Makarova (6-2 6-2). Nell'ultimo slam dell'anno, lo US Open, dopo la vittoria contro Romina Oprandi (4-6 6-2 6-3), perde dalla transalpina Alizé Cornet con due 6-3. Ad Hong Kong è testa di serie numero 2. Al primo turno elimina 6-1 6-4 la wild card di casa Ling Zhang mentre al secondo viene sconfitta dalla belga Alison Van Uytvanck, per 6-3 2-6 4-6. Chiude l'anno con quattro primi turni consecutivi: a Tokyo, sconfitta da Jarmila Gajdošová (2-6 7-5 5-7), a Wuhan, battuta da Barbora Strýcová con 2 tie-break (7 punti a 5 il primo, 7 punti a 2 il secondo), a Pechino è costretta al ritiro contro Svetlana Kuznecova e infine a Lussemburgo, abbattuta da Sabine Lisicki 7-5 6-0. Conclude la stagione al numero 64 del mondo. È la terza volta che chiude l'anno fuori dalla top 50, l'ultima volta nel 2000.

### 2015: 7º titolo WTA della carriera
Il 2015 della slovacca comincia ad Auckland, dove giunge fino al secondo turno, perdendo da Urszula Radwańska, 6-1 al terzo. A Hobart sconfigge al primo turno l'olandese Richèl Hogenkamp, con 2 tie-break, ma al secondo cede alla giovane kazaka Zarina Dijas, per 7-5 6-1. Agli Australian Open batte al primo turno Saisai Zheng prima di essere eliminata, in una partita rocambolesca, dalla testa di serie numero 24 Garbiñe Muguruza. A Pattaya city vince il primo titolo della stagione, il terzo qui in Thailandia. Al primo turno si prende la rivincita sulla Diyas, battendola in 3 set. Al secondo supera Saisai Zheng 7–6(5) 6-2 mentre ai quarti annichilisce la Duan. In semifinale affronta la neozelandese Marina Eraković: il primo set va a Marina per 6-4 ma il secondo lo vince la Hantuchovà per 6-3. Il terzo set è poco equilibrato e ci sono una serie infinita di break e il parziale termina al tie-break dove la tennista di Poprad la spunta per 7 punti a 3. In finale affronta e sconfigge Ajla Tomljanović, per 3-6 6-3 6-4. A Dubai arriva fino al secondo turno, perdendo da Simona Halep per 6-2 6-0. A Monterrey elimina Mónica Puig, 7–6(1) 3-6 7-5 mentre al secondo viene piegata nuovamente da Urszula Radwanska, per 6-2 6-4. Dopodiché inanella una serie consecutiva di 7 primi turni consecutivi, a Indian Wells, perdendo da Klára Koukalová, a Miami, dove viene eliminata da Belinda Bencic, a Marrakech, Madrid e Roma e poi ai French Open, ove viene battuta ancora dalla Bencic, per 6-3 6-3. Sull'erba viene superata al primo turno a Nottingham, dalla polacca Magda Linette, per 2-6 6-4 6(4)–7. A Birmingham raggiunge i quarti di finale, sconfiggendo Irina-Camelia Begu (4-6 7–6(10) 6-4), Marina Eraković (7–6(6) 6-4), Michelle Larcher De Brito (6-4 7-5). Ai quarti la sua corsa si arresta contro Sabine Lisicki, che vince per 7–6(2) 6-2. A Wimbledon elimina al primo turno la connazionale Dominika Cibulková (7-5 6-0) ma al secondo si arrende alla padrona di casa Heather Watson, per 6-4 6-2. A Istanbul rimedia una sconfitta al secondo turno contro Lesja Curenko, per 6-1 6-1. Negli ultimi 5 tornei della stagione (Cincinnati, US Open, Guangzhou, Wuhan e Pechino), non raccoglie nemmeno un successo, perdendo in tutte le occasioni al 1º turno.
Nella classifica WTA, termina la stagione al numero 81 nei singolare e al numero 82 nel doppio.

### 2017
Il 6 luglio, a Wimbledon (non come giocatrice), annuncia ufficialmente il suo ritiro dalla carriera professionistica.

## Statistiche

### Singolare

#### Vittorie (7)
| Legenda: Prima del 2009 | Legenda: Dal 2009     |
| ----------------------- | --------------------- |
| Grande Slam (0)         |                       |
| Ori Olimpici (0)        |                       |
| WTA Finals (0)          |                       |
| Tier I (2)              | Premier Mandatory (0) |
| Tier II (1)             | Premier 5 (0)         |
| Tier III (0)            | Premier (0)           |
| Tier IV (0)             | International (4)     |

| Nº | Data             | Torneo                             | Superficie  | Avversario in finale | Risultato        |
| 1. | 16 marzo 2002    | BNP Paribas Open, Indian Wells     | Cemento     | Martina Hingis       | 6-3, 6-4         |
| 2. | 17 marzo 2007    | BNP Paribas Open, Indian Wells (2) | Cemento     | Svetlana Kuznecova   | 6-3, 6-4         |
| 3. | 28 ottobre 2007  | Generali Ladies Linz, Linz         | Cemento (i) | Patty Schnyder       | 6-4, 6-2         |
| 4. | 13 febbraio 2011 | PTT Pattaya Open, Pattaya          | Cemento     | Sara Errani          | 6-0, 6-2         |
| 5. | 12 febbraio 2012 | PTT Pattaya Open, Pattaya (2)      | Cemento     | Marija Kirilenko     | 6(4)-7, 6-3, 6-3 |
| 6. | 15 giugno 2013   | AEGON Classic, Birmingham          | Erba        | Donna Vekić          | 7-6(5), 6-4      |
| 7. | 15 febbraio 2015 | PTT Pattaya Open, Pattaya (3)      | Cemento     | Ajla Tomljanović     | 3-6, 6-3, 6-4    |

#### Sconfitte (9)
| Legenda: Prima del 2009 | Legenda: Dal 2009     |
| ----------------------- | --------------------- |
| Grande Slam (0)         |                       |
| Argenti Olimpici (0)    |                       |
| WTA Finals (0)          |                       |
| Tier I (1)              | Premier Mandatory (0) |
| Tier II (4)             | Premier 5 (0)         |
| Tier III (1)            | Premier (1)           |
| Tier IV (0)             | International (2)     |

| Nº | Data              | Torneo                                 | Superficie  | Avversario in finale     | Risultato        |
| 1. | 13 ottobre 2002   | Porsche Tennis Grand Prix, Filderstadt | Cemento (i) | Kim Clijsters            | 6-4, 3-6, 4-6    |
| 2. | 19 giugno 2004    | AEGON International, Eastbourne        | Erba        | Svetlana Kuznecova       | 6-2, 6(2)-7, 4-6 |
| 3. | 14 agosto 2005    | East West Bank Classic, Los Angeles    | Cemento     | Kim Clijsters            | 4-6, 1-6         |
| 4. | 22 ottobre 2006   | Zurich Open, Zurigo                    | Cemento (i) | Marija Šarapova          | 1-6, 6-4, 3-6    |
| 5. | 16 settembre 2007 | Commonwealth Bank Tennis Classic, Bali | Cemento (i) | Lindsay Davenport        | 4-6, 6-3, 2-6    |
| 6. | 30 settembre 2007 | BGL Luxembourg Open, Lussemburgo       | Cemento (i) | Ana Ivanović             | 6-3, 4-6, 4-6    |
| 7. | 7 marzo 2010      | Monterrey Open, Monterrey              | Cemento     | Anastasija Pavljučenkova | 6-1, 1-6, 0-6    |
| 8. | 12 giugno 2011    | AEGON Classic, Birmingham              | Erba        | Sabine Lisicki           | 3-6, 2-6         |
| 9. | 7 gennaio 2012    | Brisbane International, Brisbane       | Cemento     | Kaia Kanepi              | 2-6, 1-6         |

### Doppio

#### Vittorie (9)
| Legenda: Prima del 2009 | Legenda: Dal 2009     |
| ----------------------- | --------------------- |
| Grande Slam (0)         |                       |
| Ori Olimpici (0)        |                       |
| WTA Finals (0)          |                       |
| Tier I (1)              | Premier Mandatory (1) |
| Tier II (4)             | Premier 5 (0)         |
| Tier III (2)            | Premier (0)           |
| Tier IV (1)             | International (0)     |

| Nº | Data            | Torneo                                       | Superficie  | Compagna                | Avversario in finale              | Risultato           |
| 1. | 29 ottobre 2000 | WTA Bratislava, Bratislava                   | Cemento (i) | Karina Habšudová        | Petra Mandula Patricia Wartusch   | w/o                 |
| 2. | 28 ottobre 2001 | BGL-BNP Paribas Open Luxembourg, Lussemburgo | Cemento (i) | Elena Bovina            | Bianka Lamade Patty Schnyder      | 6-3, 6-3            |
| 3. | 14 aprile 2002  | Bausch & Lomb Championships, Amelia Island   | Terra verde | Arantxa Sánchez Vicario | María Emilia Salerni Åsa Svensson | 6-4, 6-2            |
| 4. | 24 agosto 2002  | New Haven Open at Yale, New Haven            | Cemento     | Arantxa Sánchez Vicario | Tathiana Garbin Janette Husárová  | 6-3, 1-6, 7-5       |
| 5. | 12 giugno 2005  | AEGON Classic, Birmingham                    | Erba        | Ai Sugiyama             | Eléni Daniilídou Jennifer Russell | 6-2, 6-3            |
| 6. | 9 ottobre 2005  | Porsche Tennis Grand Prix, Filderstadt       | Cemento (i) | Anastasija Myskina      | Květa Peschke Francesca Schiavone | 6-0, 3-6, 7-5       |
| 7. | 4 marzo 2006    | Qatar Ladies Open, Doha                      | Cemento     | Ai Sugiyama             | Li Ting Tian Tian Sun             | 6-4, 6-4            |
| 8. | 21 maggio 2006  | Internazionali BNL d'Italia, Roma            | Terra rossa | Ai Sugiyama             | Květa Peschke Francesca Schiavone | 3-6, 6-3, 6-1       |
| 9. | 3 aprile 2011   | Sony Ericsson Open, Miami                    | Cemento     | Agnieszka Radwańska     | Liezel Huber Nadia Petrova        | 7-6(5), 2-6, [10-8] |

#### Sconfitte (12)
| Legenda: Prima del 2009 | Legenda: Dal 2009     |
| ----------------------- | --------------------- |
| Grande Slam (3)         |                       |
| Argenti Olimpici (0)    |                       |
| WTA Finals (0)          |                       |
| Tier I (3)              | Premier Mandatory (0) |
| Tier II (4)             | Premier 5 (2)         |
| Tier III (0)            | Premier (0)           |
| Tier IV (0)             | International (0)     |

| Nº  | Data            | Torneo                               | Superficie  | Compagna                | Avversario in finale                     | Risultato     |
| 1.  | 27 gennaio 2002 | Australian Open, Melbourne           | Cemento     | Arantxa Sánchez Vicario | Anna Kurnikova Martina Hingis            | 2-6, 7-6, 1-6 |
| 2.  | 5 maggio 2002   | Betty Barclay Cup, Amburgo           | Terra rossa | Arantxa Sánchez Vicario | Martina Hingis Barbara Schett            | 1-6, 1-6      |
| 3.  | 12 maggio 2002  | Qatar Telecom German Open, Berlino   | Terra rossa | Arantxa Sánchez Vicario | Elena Dement'eva Janette Husárová        | 6-0, 6-7, 2-6 |
| 4.  | 4 agosto 2002   | Acura Classic, San Diego             | Cemento     | Ai Sugiyama             | Elena Dement'eva Janette Husárová        | 2-6, 4-6      |
| 5.  | 11 agosto 2002  | JPMorgan Chase Open, Los Angeles     | Cemento     | Ai Sugiyama             | Kim Clijsters Jelena Dokić               | 2-6, 3-6      |
| 6.  | 7 agosto 2005   | Acura Classic, San Diego (2)         | Cemento     | Ai Sugiyama             | Conchita Martínez Virginia Ruano Pascual | 7-6, 1-6, 5-7 |
| 7.  | 23 ottobre 2005 | Zurich Open, Zurigo                  | Cemento (i) | Ai Sugiyama             | Cara Black Rennae Stubbs                 | 7-6, 6-7, 3-6 |
| 8.  | 10 giugno 2006  | Open di Francia, Parigi              | Terra rossa | Ai Sugiyama             | Lisa Raymond Samantha Stosur             | 3–6, 2-6      |
| 9.  | 13 agosto 2006  | JPMorgan Chase Open, Los Angeles (2) | Cemento     | Ai Sugiyama             | Virginia Ruano Pascual Paola Suárez      | 3-6, 4-6      |
| 10. | 31 gennaio 2009 | Australian Open, Melbourne (2)       | Cemento     | Ai Sugiyama             | Serena Williams Venus Williams           | 3-6, 3-6      |
| 11. | 9 maggio 2009   | Internazionali BNL d'Italia, Roma    | Terra rossa | Ai Sugiyama             | Hsieh Su-wei Peng Shuai                  | 5-7, 6-7      |
| 12. | 3 ottobre 2009  | Toray Pan Pacific Open, Tokyo        | Cemento     | Ai Sugiyama             | Alisa Klejbanova Francesca Schiavone     | 4-6, 2-6      |

### Doppio Misto

#### Vittorie (4)
| Tornei del Grande Slam  |
| ----------------------- |
| Australian Open (1)     |
| Open di Francia (1)     |
| Torneo di Wimbledon (1) |
| US Open (1)             |

| No. | Anno | Torneo                      | Superficie  | Partner         | Avversario in finale              | Punteggio     |
| 1.  | 2001 | Torneo di Wimbledon, Londra | Erba        | Leoš Friedl     | Mike Bryan Liezel Huber           | 4-6, 6-3, 6-2 |
| 2.  | 2002 | Australian Open, Melbourne  | Cemento     | Kevin Ullyett   | Gastón Etlis Paola Suárez         | 6-3, 6-2      |
| 3.  | 2005 | Open di Francia, Parigi     | Terra rossa | Fabrice Santoro | Leander Paes Martina Navrátilová  | 3-6, 6-3, 6-2 |
| 4.  | 2005 | US Open, New York           | Cemento     | Mahesh Bhupathi | Nenad Zimonjić Katarina Srebotnik | 6-4, 6-2      |

#### Sconfitte (1)
| Tornei del Grande Slam  |
| ----------------------- |
| Australian Open (0)     |
| Open di Francia (0)     |
| Torneo di Wimbledon (1) |
| US Open (0)             |

| No. | Anno | Torneo                      | Superficie | Partner       | Avversario in finale             | Punteggio     |
| 1.  | 2002 | Torneo di Wimbledon, Londra | Erba       | Kevin Ullyett | Mahesh Bhupathi Elena Lichovceva | 2-6, 6-1, 1-6 |

## Risultati in progressione
| Sigla | Risultato               |
| ----- | ----------------------- |
| V     | Vincitore               |
| F     | Finalista               |
| SF    | Semifinalista           |
| O     | Oro olimpico            |
| A     | Argento olimpico        |
| SF    | Bronzo olimpico         |
| QF    | Quarti di Finale        |
| 4T    | Quarto turno            |
| 3T    | Terzo turno             |
| 2T    | Secondo turno           |
| 1T    | Primo turno             |
| RR    | Round Robin             |
| LQ    | Turno di qualificazione |
| A     | Assente                 |
| ND    | Non disputato           |

| Legenda superfici    |
| -------------------- |
| Cemento              |
| Terra battuta        |
| Erba                 |
| Superficie variabile |

### Singolare
| Tornei del Grande Slam  |               |               |               |               |               |               |               |               |               |               |               |               |               |               |               |               |               |         |         |
| Australian Open         | A             | Q2            | 1T            | 3T            | QF            | 2T            | 3T            | 4T            | 4T            | SF            | 3T            | 3T            | 1T            | 3T            | 1T            | 3T            | 2T            | 0 / 15  | 29–15   |
| Open di Francia         | A             | A             | 2T            | 4T            | 2T            | 1T            | 3T            | 4T            | 3T            | A             | 1T            | 4T            | 4T            | A             | 1T            | 3T            | 1T            | 0 / 13  | 20–13   |
| Wimbledon               | A             | Q2            | 2T            | QF            | 2T            | 3T            | 3T            | 4T            | 4T            | 2T            | 4T            | 2T            | 3T            | 1T            | 1T            | 1T            |               | 0 / 14  | 23–14   |
| US Open                 | A             | Q2            | 1T            | QF            | 3T            | 3T            | 3T            | 2T            | 1T            | 1T            | 4T            | 3T            | 1T            | 1T            | QF            | 2T            |               | 0 / 14  | 21–14   |
| Vittorie-sconfitte      | 0–0           | 3–3           | 2–4           | 13–4          | 8–4           | 5–4           | 8–4           | 10–4          | 8–4           | 6–3           | 8–4           | 8–4           | 5–4           | 2–3           | 4–4           | 2–1           | 1-2           | 0 / 56  | 93–56   |
| Giochi Olimpici         |               |               |               |               |               |               |               |               |               |               |               |               |               |               |               |               |               |         |         |
| Giochi olimpici estivi  | ND            | A             | Non disputato | Non disputato | Non disputato | 2T            | Non disputato | Non disputato | Non disputato | 2T            | Non disputato | Non disputato | Non disputato | 3T            | Non disputato | Non disputato | Non disputato | 0 / 3   | 4–3     |
| Tornei di fine anno     |               |               |               |               |               |               |               |               |               |               |               |               |               |               |               |               |               |         |         |
| Tour Championships      | A             | A             | A             | 1T            | A             | A             | A             | A             | RR            | A             | A             | A             | A             | A             |               |               |               | 0 / 2   | 1–3     |
| Tournament of Champions | Non disputato | Non disputato | Non disputato | Non disputato | Non disputato | Non disputato | Non disputato | Non disputato | Non disputato | Non disputato | A             | 4º            | QF            | RR            |               |               |               | 0 / 3   | 1–6     |
| WTA Premier Mandatory   |               |               |               |               |               |               |               |               |               |               |               |               |               |               |               |               |               |         |         |
| Indian Wells            | A             | A             | 1T            | V             | 4T            | 2T            | 3T            | A             | V             | QF            | 4T            | 2T            | 2T            | 2T            | 2T            | 2T            | 1T            | 2 / 14  | 22–12   |
| Miami                   | A             | 1T            | 1T            | 2T            | 2T            | 3T            | 2T            | 3T            | 3T            | 3T            | 2T            | 4T            | 3T            | 3T            | 2T            | 2T            | 1T            | 0 / 16  | 11–16   |
| Madrid                  | Non disputato | Non disputato | Non disputato | Non disputato | Non disputato | Non disputato | Non disputato | Non disputato | Non disputato | Non disputato | 2T            | 1T            | 2T            | A             | 3T            | 1T            |               | 0 / 5   | 4–5     |
| Pechino                 | ND            | Tier IV       | Tier IV       | Tier IV       | Tier II       | Tier II       | Tier II       | Tier II       | Tier II       | Tier II       | 2T            | 1T            | 2T            | 1T            | 1T            | 1T            |               | 0 / 5   | 2–6     |
| WTA Premier 5           |               |               |               |               |               |               |               |               |               |               |               |               |               |               |               |               |               |         |         |
| Dubai                   | Non disputato | Non disputato | Tier II       | Tier II       | Tier II       | Tier II       | Tier II       | Tier II       | Tier II       | Tier II       | 3T            | 3T            | 1T            | Premier       | Premier       |               | 2T            | 0 / 4   | 5–4     |
| Doha                    | Non disputato | Non disputato | Tier III      | Tier III      | Tier III      | Tier II       | Tier II       | Tier II       | Tier II       | A             | Non disputato | Non disputato | P             | 1T            | 3T            | 1T            |               | 0 / 3   | 2–3     |
| Roma                    | A             | A             | 3T            | 1T            | 3T            | 1T            | 1T            | 1T            | SF            | A             | 2T            | 1T            | 3T            | A             | Q2            | 1T            |               | 0 / 11  | 10–11   |
| Montréal / Toronto      | A             | A             | 2T            | SF            | 3T            | 2T            | 1T            | 3T            | A             | A             | 1T            | 1T            | 2T            | 1T            | A             | 1T            |               | 0 / 11  | 9–11    |
| Cincinnati              | Non disputato | Non disputato | Non disputato | Non disputato | Non disputato | Tier III      | Tier III      | Tier III      | Tier III      | Tier III      | QF            | 1T            | QF            | 2T            | 1T            | 1T            |               | 0 / 5   | 7–6     |
| Tokyo                   | A             | A             | A             | A             | A             | QF            | QF            | 2T            | 1T            | 1T            | 2T            | 2T            | A             | 2T            | 1T            | 1T            |               | 0 / 9   | 8–9     |
| Tier I                  |               |               |               |               |               |               |               |               |               |               |               |               |               |               |               |               |               |         |         |
| Charleston              | A             | A             | A             | 2T            | QF            | A             | A             | A             | A             | A             | Premier       | Premier       | Premier       | Premier       | Premier       | QF            |               | 0 / 3   | 6–3     |
| Berlino                 | A             | A             | Q2            | QF            | QF            | 1T            | 1T            | 3T            | 1T            | A             | Non disputato | Non disputato | Non disputato | Non disputato | Non disputato |               |               | 0 / 6   | 6–6     |
| San Diego               | Tier II       | Tier II       | Tier II       | Tier II       | Tier II       | 2T            | 2T            | 3T            | 3T            | Non disputato | Non disputato | Premier       | Premier       | Premier       | Premier       |               |               | 0 / 4   | 5–4     |
| Mosca                   | A             | A             | A             | A             | A             | 1T            | A             | A             | A             | 2T            | Premier       | Premier       | Premier       | Premier       | Premier       |               |               | 0 / 2   | 1–2     |
| Zurigo                  | A             | A             | QF            | QF            | 1T            | 2T            | 2T            | F             | 2T            | T II          | Non disputato | Non disputato | Non disputato | Non disputato | Non disputato |               |               | 0 / 7   | 11–7    |
| Career statistics       | 1999          | 2000          | 2001          | 2002          | 2003          | 2004          | 2005          | 2006          | 2007          | 2008          | 2009          | 2010          | 2011          | 2012          | 2013          | 2014          |               | No.     | No.     |
| Titoli vinti–finali     |               |               |               |               |               |               |               |               |               |               |               |               |               |               |               |               |               |         |         |
| Tornei giocati          | 1             | 7             | 16            | 25            | 23            | 25            | 25            | 25            | 27            | 20            | 24            | 24            | 26            | 22            | 18            | 24            |               | 332     | 332     |
| Titoli vinti            | 0             | 0             | 0             | 1             | 0             | 0             | 0             | 0             | 2             | 0             | 0             | 0             | 1             | 1             | 1             | 0             |               | 6       | 6       |
| Finali raggiunte        | 0             | 0             | 0             | 2             | 0             | 1             | 1             | 1             | 4             | 0             | 0             | 1             | 2             | 2             | 1             | 0             |               | 15      | 15      |
| Vittorie-sconfitte      |               |               |               |               |               |               |               |               |               |               |               |               |               |               |               |               |               |         |         |
| Cemento                 | 0–1           | 1–3           | 7–9           | 24–11         | 12–12         | 13–13         | 30–17         | 24–17         | 32–16         | 19–16         | 24–16         | 24–19         | 20–16         | 20–19         | 9–10          |               |               | 259–195 | 259–195 |
| Terra rossa             | N.D.          | 2–2           | 5–4           | 10–6          | 8–6           | 2–5           | 3–4           | 4–3           | 8–4           | 0–1           | 8–6           | 6–4           | 12–6          | N.D.          | 2–5           |               |               | 71–57   | 71–57   |
| Erba                    | N.D.          | N.D.          | 5–2           | 6–2           | 2–2           | 6–3           | 2–3           | 3–2           | 8–3           | 1–1           | 5–2           | 2–2           | 9–3           | 3–4           | 6–2           |               |               | 58–31   | 58–31   |
| Sintetico               | N.D.          | 3–2           | 2–1           | 8–5           | 4–3           | 3–3           | 2–1           | 2–2           | 4–3           | 2–2           | 0–0           | 0–0           | 0–0           | 0–0           | 0–0           |               |               | 30–22   | 30–22   |
| Totale                  | 0–1           | 6–7           | 19–16         | 48–24         | 26–23         | 24–24         | 37–25         | 34–25         | 52–26         | 22–20         | 37–24         | 32–25         | 41–25         | 23–23         | 17–17         |               |               | 418–305 | 418–305 |
| Ranking di fine anno    |               |               |               |               |               |               |               |               |               |               |               |               |               |               |               |               |               |         |         |
| Ranking                 | 201           | 108           | 38            | 8             | 19            | 31            | 19            | 18            | 9             | 21            | 25            | 30            | 24            | 32            | 33            | 64            |               |         |         |

## Vittorie contro giocatrici top 10
| Stagione | 2000 | 2001 | 2002 | 2003 | 2004 | 2005 | 2006 | 2007 | 2008 | 2009 | 2010 | 2011 | 2012 | 2013 | Totale |
| -------- | ---- | ---- | ---- | ---- | ---- | ---- | ---- | ---- | ---- | ---- | ---- | ---- | ---- | ---- | ------ |
| Vittorie | 1    | 1    | 6    | 0    | 1    | 3    | 4    | 6    | 0    | 1    | 3    | 5    | 0    | 2    | 33     |

| #    | Giocatrice             | Ranking | Evento                                 | Superficie    | Turno | Punteggio           | Rank. DHR |
| ---- | ---------------------- | ------- | -------------------------------------- | ------------- | ----- | ------------------- | --------- |
| 2000 |                        |         |                                        |               |       |                     |           |
| 1.   | Nathalie Tauziat       | 7       | Luxembourg Open, Lussemburgo           | Sintetico (i) | 2T    | 2-6, 6-3, 7-5       | 136       |
| 2001 |                        |         |                                        |               |       |                     |           |
| 2.   | Amanda Coetzer         | 10      | US Indoor Championships, Oklahoma City | Sintetico (i) | 2T    | 7-6(0), 3-6, 6-0    | 108       |
| 2002 |                        |         |                                        |               |       |                     |           |
| 3.   | Justine Henin (1)      | 7       | Indian Wells Open, Indian Wells        | Cemento       | 4T    | 6-3, 6-3            | 26        |
| 4.   | Martina Hingis (1)     | 4       | Indian Wells Open, Indian Wells        | Cemento       | F     | 6-3, 6-4            | 26        |
| 5.   | Jelena Dokić (1)       | 9       | German Open, Berlino                   | Terra rossa   | 3T    | 6-2, 6-3            | 14        |
| 6.   | Jelena Dokić (2)       | 7       | Torneo di Wimbledon, Londra            | Erba          | 4T    | 6-4, 7-5            | 12        |
| 7.   | Amélie Mauresmo (1)    | 10      | Fed Cup, Bratislava                    | Sintetico (i) | QF    | 2-6, 6-4, 6-3       | 12        |
| 8.   | Justine Henin (2)      | 6       | US Open, New York                      | Cemento       | 4T    | 6-1, 3-6, 7-6(4)    | 11        |
| 2004 |                        |         |                                        |               |       |                     |           |
| 9.   | Amélie Mauresmo (2)    | 4       | Eastbourne International, Eastbourne   | Erba          | SF    | 4-6, 6-4, 6-4       | 54        |
| 2005 |                        |         |                                        |               |       |                     |           |
| 10.  | Alicia Molik           | 8       | Dubai Tennis Championships, Dubai      | Cemento       | 1T    | 7-6(8), 6-2         | 22        |
| 11.  | Elena Dement'eva (1)   | 6       | LA Championships, Los Angeles          | Cemento       | SF    | 6-3, 6-4            | 22        |
| 12.  | Patty Schnyder (1)     | 10      | Filderstadt Open, Filderstadt          | Cemento (i)   | 2T    | 6-4, 6-3            | 20        |
| 2006 |                        |         |                                        |               |       |                     |           |
| 13.  | Patty Schnyder (2)     | 7       | Sydney International, Sydney           | Cemento       | 2T    | 3-6, 6-3, 6-4       | 17        |
| 14.  | Dinara Safina          | 10      | Stuttgart Open, Stoccarda              | Cemento (i)   | 2T    | 6-2, 6-2            | 19        |
| 15.  | Patty Schnyder (3)     | 8       | Zurich Open, Zurigo                    | Cemento (i)   | 1T    | 6-2, 7-5            | 22        |
| 16.  | Svetlana Kuznecova (1) | 4       | Zurich Open, Zurigo                    | Cemento (i)   | SF    | 6-4, 6-2            | 22        |
| 2007 |                        |         |                                        |               |       |                     |           |
| 17.  | Martina Hingis (2)     | 6       | Qatar Ladies Open, Doha                | Cemento       | QF    | 1-6, 6-4, 6-4       | 19        |
| 18.  | Martina Hingis (3)     | 6       | Indian Wells Open, Indian Wells        | Cemento       | 4T    | 6-4, 6-3            | 18        |
| 19.  | Svetlana Kuznecova (2) | 4       | Indian Wells Open, Indian Wells        | Cemento       | F     | 6-3, 6-4            | 18        |
| 20.  | Anna Čakvetadze        | 10      | Internazionali d'Italia, Roma          | Terra rossa   | 3T    | 6-2, 6-3            | 14        |
| 21.  | Ana Ivanović           | 6       | Rosmalen Open, Rosmalen                | Erba          | QF    | 6-3, 6-1            | 10        |
| 22.  | Svetlana Kuznecova (3) | 2       | WTA Tour Championships, Madrid         | Cemento       | RR    | 7-6(7), 6-0         | 9         |
| 2009 |                        |         |                                        |               |       |                     |           |
| 23.  | Vera Zvonarëva (1)     | 7       | Cincinnati Open, Cincinnati            | Cemento       | 3T    | 7-6(6), 0-6, 7-6(5) | 27        |
| 2010 |                        |         |                                        |               |       |                     |           |
| 24.  | Elena Dement'eva (2)   | 7       | Dubai Tennis Championships, Dubai      | Cemento       | 2T    | 6-4, 1-1 rit.       | 27        |
| 25.  | Jelena Janković (1)    | 7       | Charleston Open, Charleston            | Terra verde   | QF    | 1-6, 6-3, 6-3       | 24        |
| 26.  | Jelena Janković (2)    | 7       | Fed Cup, Belgrado                      | Terra rossa   | WG PO | 7-6(2), 7-5         | 23        |
| 2011 |                        |         |                                        |               |       |                     |           |
| 27.  | Vera Zvonarëva (2)     | 3       | Pattaya Open, Pattaya                  | Cemento       | SF    | 7-6(3), 6-4         | 32        |
| 28.  | Viktoryja Azaranka     | 9       | Qatar Ladies Open, Doha                | Cemento       | 1T    | 4-6, 6-1, 6-2       | 30        |
| 29.  | Caroline Wozniacki     | 1       | Open di Francia, Parigi                | Terra rossa   | 3T    | 6-1, 6-3            | 29        |
| 30.  | Li Na                  | 4       | Eastbourne International, Eastbourne   | Erba          | 2T    | 7-6(7), 6-3         | 25        |
| 31.  | Marion Bartoli         | 9       | Cincinnati Open, Cincinnati            | Cemento       | 3T    | 6-3, 5-7, 6-3       | 23        |
| 2013 |                        |         |                                        |               |       |                     |           |
| 32.  | Sara Errani            | 6       | Brisbane International, Brisbane       | Cemento       | 2T    | 4-6, 6-1, 7-5       | 32        |
| 33.  | Petra Kvitová          | 8       | Madrid Open, Madrid                    | Terra rossa   | 2T    | 2-6, 6-2, 6-3       | 71        |